# Slipy

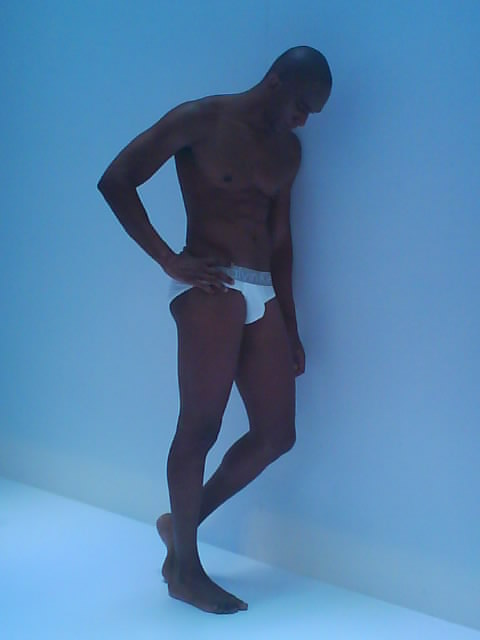
Męskie slipy

Slipy (od ang. slip, wsuwać, wślizgiwać się) – Element bielizny męskiej, bielizna męska osobista o wciętym kroju, odsłaniająca całe uda, noszona bezpośrednio przy skórze pod innymi ubraniami, przylegająca do ciała. Slipy sięgają od pasa do uda, nie mają nogawek. Ich zadaniem jest zakrywanie i ochrona intymnych części ciała mężczyzny.
Slipy, jako bielizna osobista, stanowią element stroju i to nie tylko z powodu przyzwyczajenia czy wymogów moralnych, ale przede wszystkim ze względów estetycznych i zdrowotnych. Slipy pełnią ważną rolę w utrzymywaniu na swoim miejscu wszystkiego, co znajduje się wewnątrz naszej bielizny. Noszenie nieodpowiednich majtek lub nienoszenie ich w ogóle może prowadzić do powstawania przepukliny. Poza funkcjami zdrowotnymi oraz ułatwieniem utrzymania higieny intymnej dobrane slipy męskie kształtują poszczególne partie ciała. W odróżnieniu od bokserek przytrzymują użytkownikowi genitalia (worek mosznowy z jądrami i penisa) w stosunkowo stałym położeniu. Uważa się, iż slipy gwarantują brak widocznego podniecenia mężczyzny objawiającego się wzwodem penisa, tak dużego jak w przypadku luźnych bokserek. Dlatego są zakładane pod garnitur lub spodnie wykonane z cienkiego materiału. Slipy mogą posiadać rozporek, zwany z angielskiego „muchą” lub kieszenią, – zakryty otwór w przedniej części ubioru, który pozwala na wygodę w oddawaniu moczu. Korzystanie z otworu jest opcjonalne i wielu mężczyzn nie wykorzystuje go w ogóle.
Istnieją różne typy slipek: mające szerszą nogawkę lub węższą, midi, mini, pełne, sportowe, aktywne, bikini, tanga, stringi. Standardowo męskie slipy są wykonywane z bawełny, przewiewnej i wchłaniającej pot. Od niedawna pojawiły się także slipy z mikrofibry.

## Etymologia
Słowo slipy, a raczej slip, jako określenie męskich majtek sportowych pojawiło się w 1906 roku – tak Francuzi nazwali krótkie, sportowe trykotowe kalesony, którego znaczenie wywodzi się od angielskiego czasownika slipy, co w dosłownym tłumaczeniu znaczy ślizgać. W polskich słownikach językoznawczych słowo slipy pojawiło się w 1961 roku, jako zapożyczenie z języka angielskiego (z ang. – slip wsunąć, wślizgiwać się) dla określenia majtek sportowych. Jacek Fisiak, profesor filologii, uważa słowo slipy za jedno z ważniejszych zapożyczeń funkcjonującym w języku polskim. Słownik języka polskiego → slipy: krótkie, głęboko wycięte, obcisłe majteczki męskie bez nogawek. Słownik wyrazów obcych → slipy: krótkie spodenki męskie. Słownik onomazjologiczny → slipy: rzeczownik, odzież dolna, majtki, krótkie, męskie spodenki kąpielowe. W słowniku synonimów znajdziemy 30 bliskoznaczników dla słowa slipy, m.in. takie określenia jak: famurały, gacie, galoty, gatki, ineksprymable, jegiery, kalesony, majtki, majtochy, majtadały, majtasy, desusy, niewymowne, pludry, badki, batki, mikromajtki, reformy, figi, slipy, spodenki, maxislipy, fullslipy, pełnodupki. W gwarze więziennej określane jako badejki. Zwrot badejki używany jest również do określenia męskich krótkich spodenek, zazwyczaj we wzorki lub wielokolorowych. W Polsce w latach 70. XX w. wraz z importem majtek z Chin pojawił się trójkąt męski elegancki, dla zdefiniowania majtek innych niż bokserki. Taka była ich nazwa handlowa w państwowych sklepach MHD.

## Historia

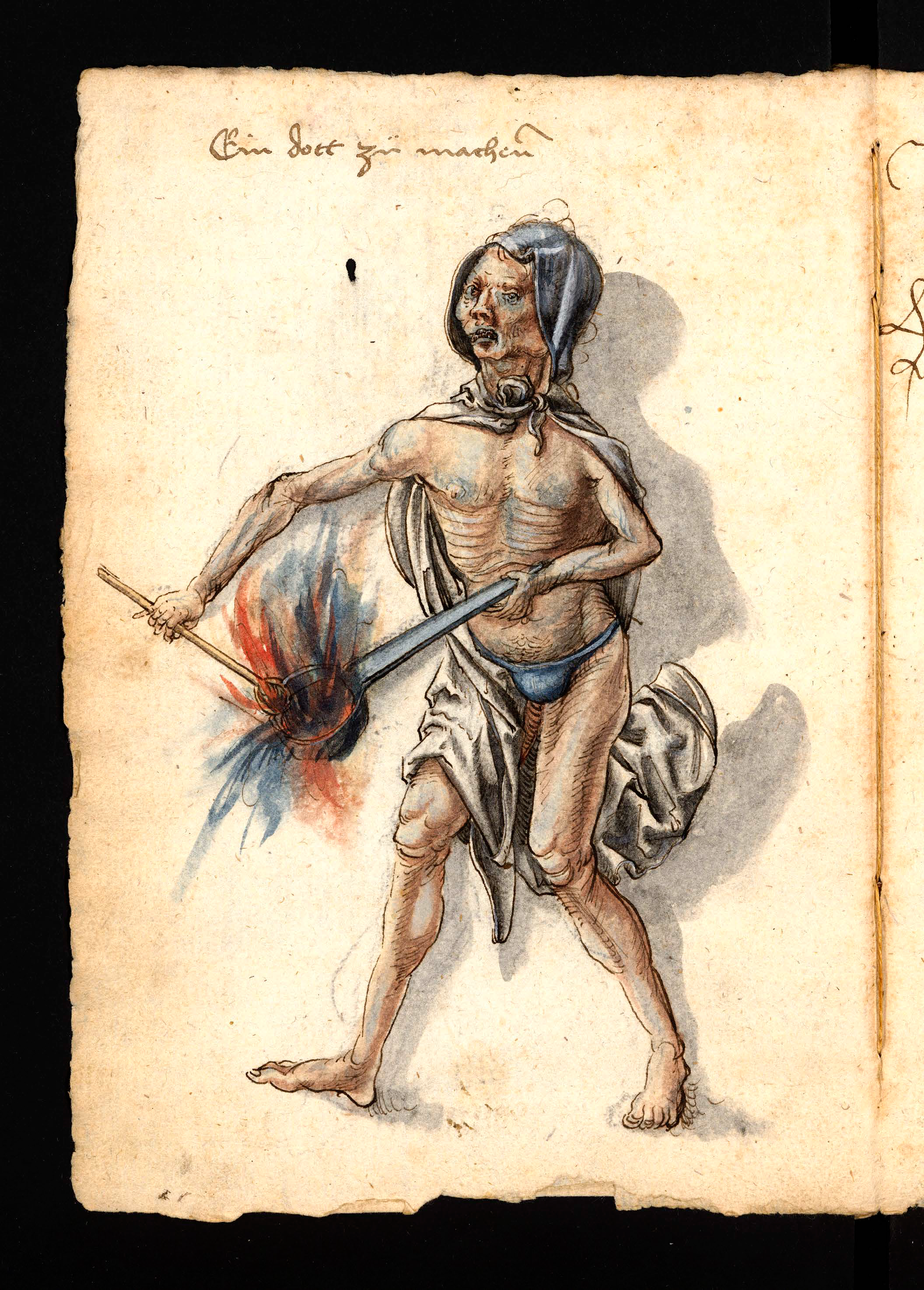
Mężczyzna w slipach, Löffelholz Codex 1505

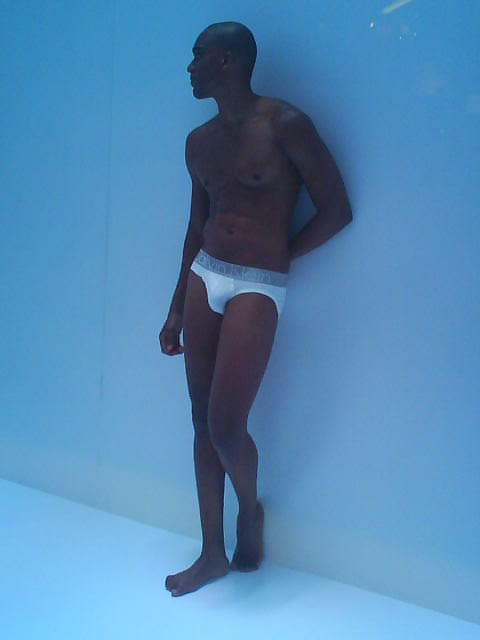
Męskie slipy

Męskie slipy, które teraz znamy, znacznie odbiegały od tych, które pojawiały się w poprzednich epokach. Ewolucja męskich slipów ma długą historię. Znamy ją, ponieważ wzmianki pojawiają się w literaturze oraz na rysunkach, rycinach, obrazkach pochodzących z każdej ery ludzkości. Ludzie zawsze mieli tendencję do wyszukiwania czegoś, czym mogliby się zasłonić. Czegoś, co można było uznać za odpowiednie nakrycie. Późniejsze formy okrycia były czymś w rodzaju pieluch. Pasy tkanin owijano wokół bioder i prowadzono sobie je przez krocze, przypominało to przepasane chusty.
Przez tysiące lat opaski biodrowe o kroju podobnym do slipek nosili rdzenni mieszkańcy Ameryki, Polinezji i Afryki. Pierwszy dokument historyczny na temat stringów dotyczy ich męskiej wersji. W 1878 roku John Hanson Beadle, relacjonując swoją podróż po Dzikim Zachodzie, zanotował, że „biodra chłopców okrywał geestring” (g-string). I to właśnie od tego określenia wywodzi się nazwa naszych stringów. 15 lat potem to samo słowo pojawiło się na łamach Harper’s Magazine, choć są wątpliwości, czy dotyczyło tego rodzaju bielizny. Pewne jest natomiast, że już w latach 20. XX wieku w czymś na kształt slipów biegał Tarzan, co w swoich powieściach opisał Edgar Rice Burroughs (1875–1950). Historycy powstanie stringów przypisują Wystawie Światowej w Nowym Jorku w 1939 roku.

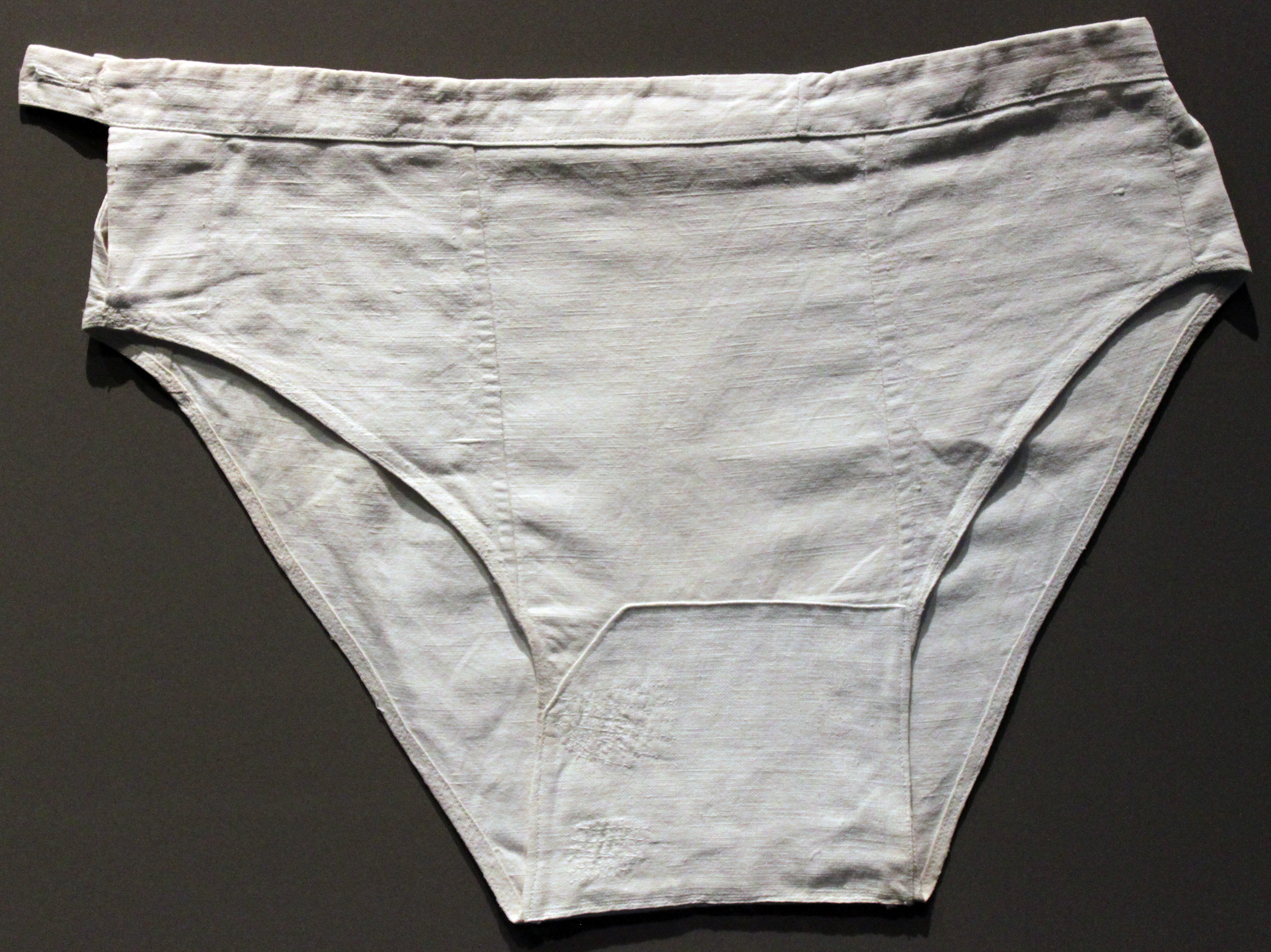
Męskie slipy z 1945 roku zapinane na guzik, Niemcy, Muzeum Narodowe

Gdy w grudniu 1922 roku naukowcy pracujący w zespole Howarda Cartera i Georga Carnarvona dokonali odkrycia bielizny w kształcie trójkąta w jednej z szaf grobowca egipskiego faraona Tutanchamona, pochodzącego z XIV wieku przed naszą erą, światu było już znane słowo slipy. Pojawiło się ono katalogu Manufrance z 1906 roku i określało męską bieliznę sportową. W katalogu prezentowano wąskie majtki wykonane z miękkiej wełny, oferowanie po 2 franki za sztukę. Słowo slipy pojawiło się również 20 września 1913 roku w czasopiśmie L’Illustration jako opis szortów lub bardzo krótkich szortów.
Majtki (kalesony) stopniowo ulegały skracaniu. Dopiero w połowie lat trzydziestych ubiegłego wieku miało miejsce rewolucyjne zdarzenie: wprowadzono majtki bez nogawek. W 1918 roku Stephen Valton, syn Pierre’a Valtona, założyciela i właściciela firmy Valton-Quinquarlet & Fils, wymyślił „spodnie bez nóg” i zastąpił szorstką wełnę niebieloną bawełną. Zastąpił również niewygodne guziki elastycznym pasem w talii i udach. Inspiracją do stworzenia owych slipów był tekst piosenki dla dzieci, nuconej przez jego syna Maman les p’tits bateaux qui vont sur l’eau ont-ils des jambes. Swój wynalazek nazwał Petit Bateau. Oficjalnie marka Petit Bateau została opatentowana w 1920 roku przez firmę Valton-Quinquarlet & Fils. Jako logo firmy przyjęto niebieską zagłówkę, natomiast w kampanii reklamowej wykorzystywano rysunek dziewczynki zwanej Marinette (ponieważ firma specjalizowała się w bieliźnie dla dzieci). Majtki Valtona były dość nowatorskim produktem zważywszy na to, iż do tej pory mężczyźni nosili wyłącznie długie kalesony. Slipy Petit Bateau otrzymały dyplom Grand Prix na Wystawie Światowej w Paryżu w 1937 roku.

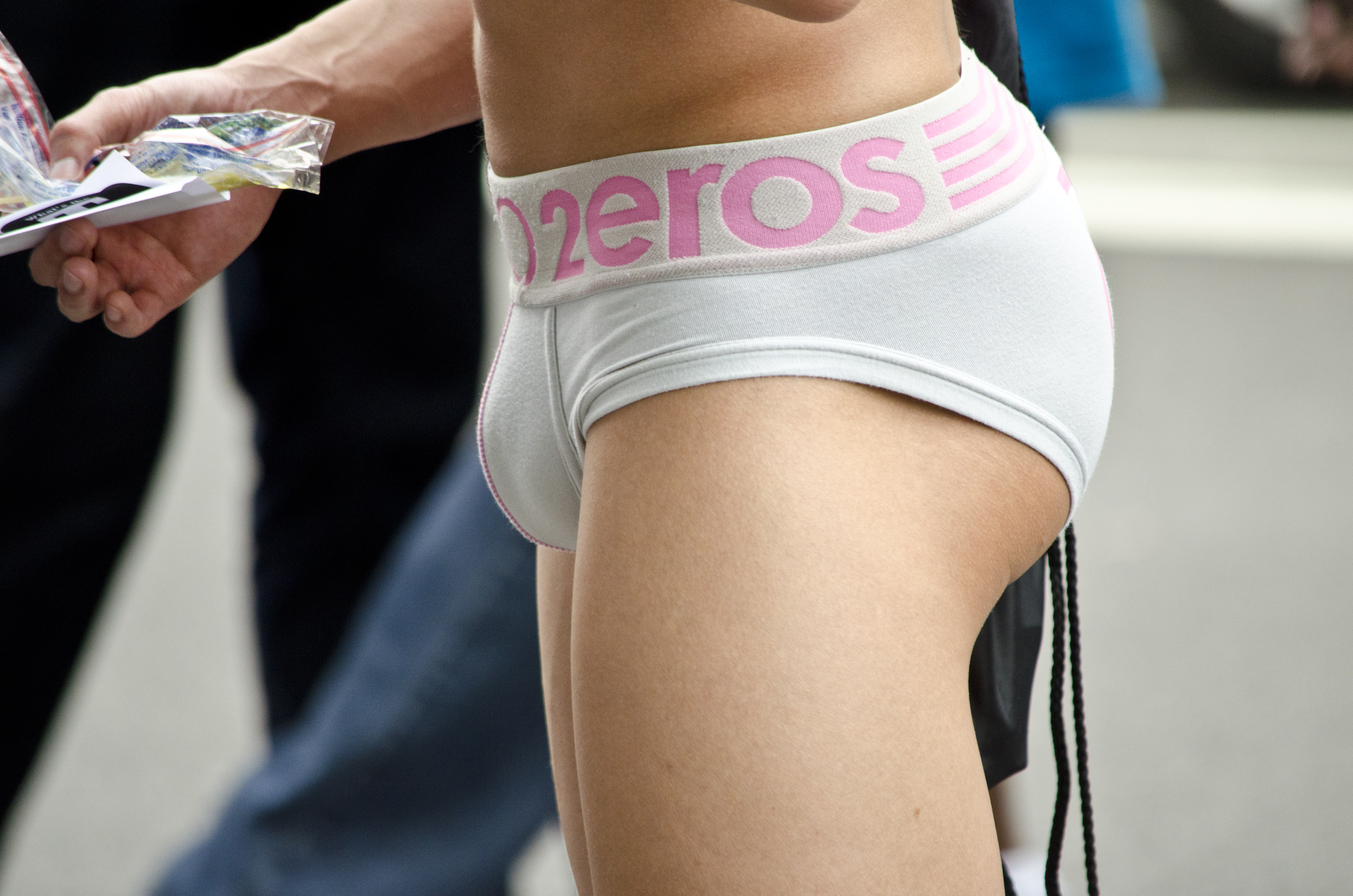
Slipy sportowe

W 1927 roku André Gillier pod marką Jil, opatentował i wyprodukował w swoich tkalniach w Troyes, pierwsze spodenki z rozporkiem w kształcie kangurzej torby (kangaroo pouch). Jest to słynny model rozporka, która w następnych latach był (i jest nadal) szeroko kopiowany i udoskonalany przez inne marki z sektora bieliźniarskiego pod różnymi nazwami. Niedługo potem wraz z tenisistą René Lacoste rozpoczął produkcję odzieży sportowej.
Slipy w kształcie jaki znamy dzisiaj zostały sprzedane po raz pierwszy 19 stycznia 1935 roku przez Coopers, Inc. w Chicago, w stanie Illinois w domu towarowym Marshall Fielddom. Nazwano je nowatorsko Jockey (dżokejkami), ponieważ oferowane slipy miały podobny stopień podparcia ud jak jockstrapy. Tego dnia, miasto nawiedził straszliwy huragan i dyrekcja domu towarowego Marshall Field and Company doszła do wniosku, że w obliczu takiej tragedii nie należy niepotrzebnie szokować klientów. Nakazano usunięcie bielizny z wystawy. Zanim jednak polecenie zostało wykonane, klienci wykupili cały zapas – 600 sztuk. W Wielkiej Brytanii slipy po raz pierwszy zostały sprzedane w 1938 roku. Miało to miejsce w Londynie, w sklepie Simpsons of Piccadilly – największym sklepie z odzieżą męską w Wielkiej Brytanii.
Autorem slipów marki Jockey był inżynier Arthur Kleiber (1882–1958) z miejscowości Kenosha w Wisconsin, syn niemieckich emigrantów, projektant bielizny męskiej oraz wiceprezes do spraw marketingu przedsiębiorstwa pończoszniczego o nazwie Wisconsin Hosiery Company Co. (w 1971 roku zmieniono firmę przedsiębiorstwa na Jockey International Inc, aby bardziej kojarzyła się z jej głównym produktem). Kneibler został podobno zainspirowany pocztówką, którą otrzymał od znajomego odwiedzającego Riwierę Francuską w czerwcu 1934 roku. Pocztówka przedstawiała mężczyznę w krótkim, dopasowany kostiumie kąpielowym. Inspirowany tym co zobaczył, uszył slipy. Coopers Incorporation opatentowała wówczas majtki z frontem uformowanym w kształt odwróconej litery „Y”, które wykonane w wersji dłuższej i krótszej, zostały wprowadzone na rynek w 1935 roku pod handlową nazwą Jockey. 29 maja 1935 roku wzór slipek z Y-frontem zgłoszono do Urzędu Patentowego w USA i w Wielkiej Brytanii. Amerykański patent przyznano 29 października 1935 roku (US Patent nr 2019140), natomiast brytyjski rok później – 29 maja 1936 roku (GB479119A). W opisie patentowym można przeczytać: Przedmiotem niniejszego wynalazku jest bielizna, zwłaszcza bielizna męska zwana spodenkami. Głównym celem wynalazku jest: 1) dostarczenie bielizny wygodnej i gładkiej, która nie będzie miała tendencji do marszczenia się podczas noszenia, zwijania się ani gromadzenia brudu w tej części garderoby (w kroczu), 2) dostarczenie takiego układu bielizny, w którym część krokowa będzie podtrzymywana przez odzież w sposób wygodny dla ciała, będzie również podtrzymywała męskie narządy oraz zapewniała ich higienę i czystość odzieży poprzez wyposażenie jej we frontowy otwór w kształcie odwróconego Y, służącego do wykonania czynności fizjologicznych, który będzie miał tendencję do utrzymania się w pozycji zamkniętej. Niespotykany wcześniej kształt przedniego brytu zapewniał doskonałe dopasowanie oraz wcześniej niespotykane modelowanie. Firma zapewniła swojemu nowemu produktowi nie tylko jakość, ale zadbano również o marketing i skuteczną reklamę. Niezwykle atrakcyjne wizualnie ilustracje, podbijały bowiem serca pań, mających na ogół decydujący głos w męskich wyborach odzieżowych. Nowy model w błyskawicznym tempie zyskał miano kultowego i dziś licencję na jego produkcję posiada ponad 120 właścicieli, pochodzących z różnych stron świata. Slipki stały się bardzo popularne – zaledwie w ciągu trzech miesięcy od ich wprowadzenia do sprzedaży sprzedano trzydzieści tysięcy sztuk po 50 centów za sztukę. Nazwa slipek Jockey wziętą się od – już wtedy istniejącej – jock strap(s), czyli czegoś, co po polsku określa się niekiedy jako suspensorium. Jock to w slangu amerykańskim fallus, czyli jock strap znaczy tyle, co „kutaśny pasek”; słowo strap jest tutaj użyte dość impresjonistycznie, albowiem to co zasłania penisa należałoby raczej określić mianem „torebki” (po angielsku jest nawet na to nazwa: front pouch), a paski przebiegają poniżej pośladków. Znamienne etymologicznie jest przy powyższym, że w polskiej garderobie z czasów Rzeczypospolitej Szlacheckiej noszone były pasy biodrowe, do których przyczepione bywały tzw. kutasy. Jednocześnie słowo jockey (dżokej) oznaczało jeźdźca, także rowerowego, a owo obcisłe suspensorium miało podtrzymywać genitalia podczas jazdy po wertepiastych drogach. Ponieważ jockstrapsy były również używane przez sportowców, choćby podczas gier w piłkę (tu z kolei chodziło o przyzwoitość – żeby klejnoty zbyt widocznie nie „majtały” pod luźnymi galotami), słowo jock oznaczało również sportowca. Co ciekawe Arthur Kneibler w dziedzinie projektowania bielizny był bardzo płodny. W przeciągu 5 lat uzyskał 24 patenty. 29 sierpnia 1935 roku zgłosił do amerykańskiego urzędu patentowego również wzór slipek bez frontalnego otworu (US Patent 2012879 A). W opisie patentowym można przeczytać: Przedmiotem niniejszego wynalazku jest bielizna, zwłaszcza rodzaj bielizny znanej w handlu jako spodenki. Przeznaczeniem majtek jest ochroną męskich części ciała przed obtarciami podczas uprawiania sportów. 21 lutego 1941 roku opatentował boxer-briefs z Y-frontem (US Patent 2232950 A). W opisie patentowym można przeczytać: Przedmiotem niniejszego wynalazku jest bielizna, zwłaszcza bielizna męska zwana spodenkami. Głównym celem niniejszego wynalazku jest uzyskanie odzieży dopasowanej do anatomii ciała, opiętej, gładkiej, wraz z układem wspierającym część krokową w sposób łagodny dla użytkownika, posiadającej przedni otwór, który będzie miał tendencję do utrzymania się zamknięciu. Ponadto wśród innych patentów inżyniera Kneiblera możemy znaleźć jeszcze takie elementy męskiej bielizny jak: kalesony (US Patent 2242526 A z 20 maja 1941 roku), kąpielówki (US Patent 2102323 A z 14 marca 1937 roku), top męski (US Patent 2309601 A z 26 stycznia 1943 roku) oraz sportowe szorty z wewnętrzną siateczką (slipkami) na „męskie klejnoty” (US Patent 2599769 A z 10 stycznia 1952 roku – ten patent Arthur Kneibler wniósł razem z Williamem MacR’ae).

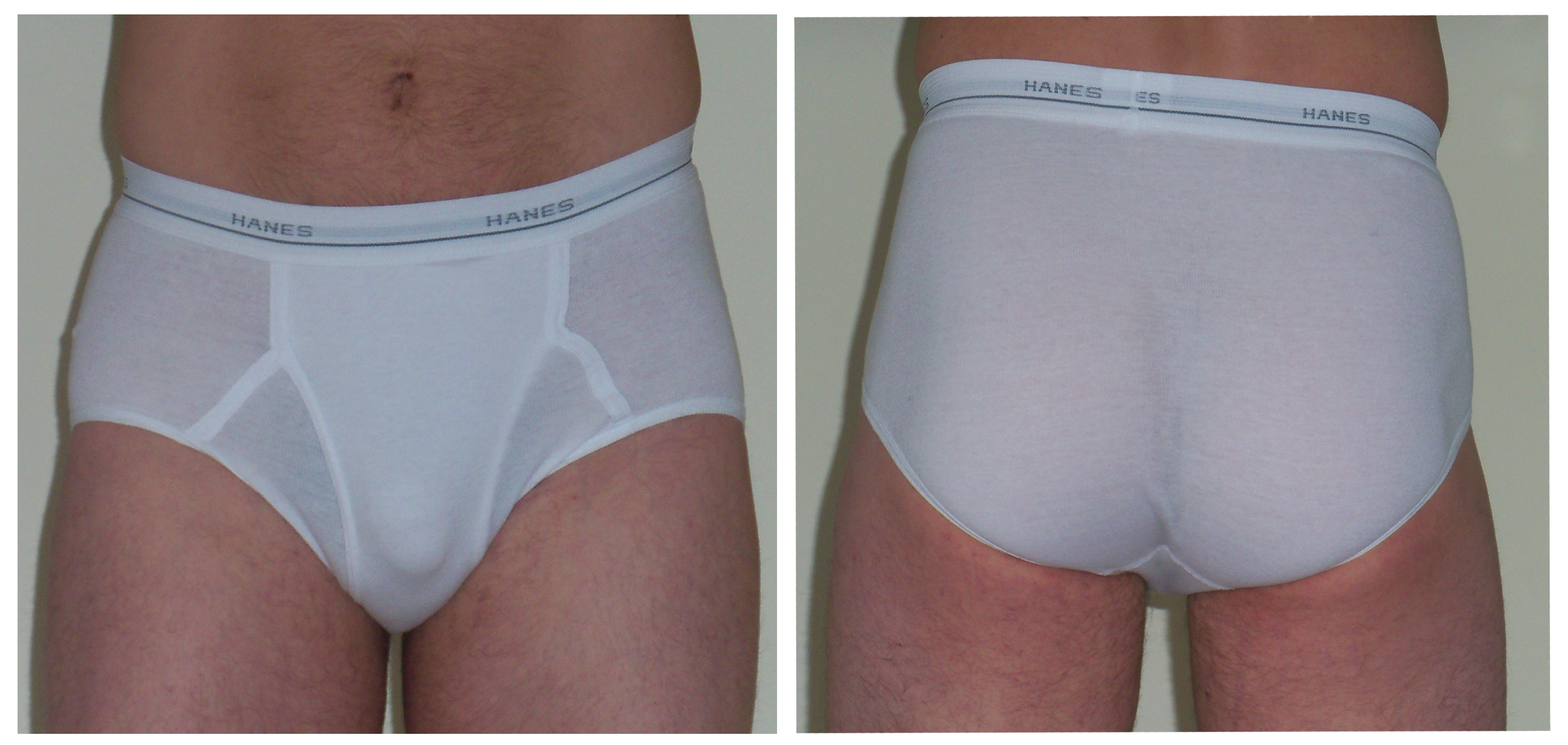
Slipy Y-front

Powstaniu i popularności slipek w USA pomogło wiele czynników i splot kilku wydarzeń. Przede wszystkim przyczyniło się do tego: zmienione prawo (zlikwidowano ustawę wprowadzającą prohibicję i akty prawne z nią związane), kryzys gospodarczy (który zmusił przedsiębiorstwa pończosznicze do poszukiwania nowych produktów jak biustonosze dla pań i majtki) oraz kultura masowa i popularność takich aktorów jak Johnny Weissmuller, który był sportową legendą, a następnie odtwórcą roli Tarzana. Doprowadziło to do zmian społecznego myślenia o męskim ciele oraz męskiej bielizny. Slipy stały się wtedy o wiele łatwiejsze do zaakceptowania. Można przypuszczać, iż najwalniejszą przyczyną popularności slipów było zastosowanie miękkiej bawełny, która nie wymaga prasowania. Było to bardzo praktyczne i wygodne. W tym samym czasie w Azji (prawdopodobnie w Japonii), ktoś równolegle do Stephena Valtona wpadł na pomysł, aby wyeliminować wszystkie guziki, które do tej pory przytrzymywały męską bieliznę na właściwym miejscu. Zamiast nich wprowadził elastyczny pas w talii. Pomysł się przyjął i tak zrodziły się pierwsze modele luźnych gatek, prekursorów różnych rodzajów slipek, których lata triumfu właśnie nadchodziły.
II wojna światowa przyniosła modę na nową kolorystykę slipek. Żołnierze mieli w zwyczaju wieszać świeżo upraną bieliznę na sznurach, a tak udekorowany na biało camp był łatwym celem dla artylerii wroga. Kilka skutecznych ostrzałów spowodowało wprowadzenie do produkcji, wcześniej zupełnie niedocenianej, nowej gamy kolorystycznej: barw ziemi i lasu, koloru oliwkowego, zielonego, brunatnego. Pierwsze lata po wojnie znacznie zrewolucjonizowały park maszynowy oraz technologię wytwarzania bielizny, dając tym samym dużo większą wydajność, precyzję wykończenia i otwierając pole dla kreatywności jej twórców.

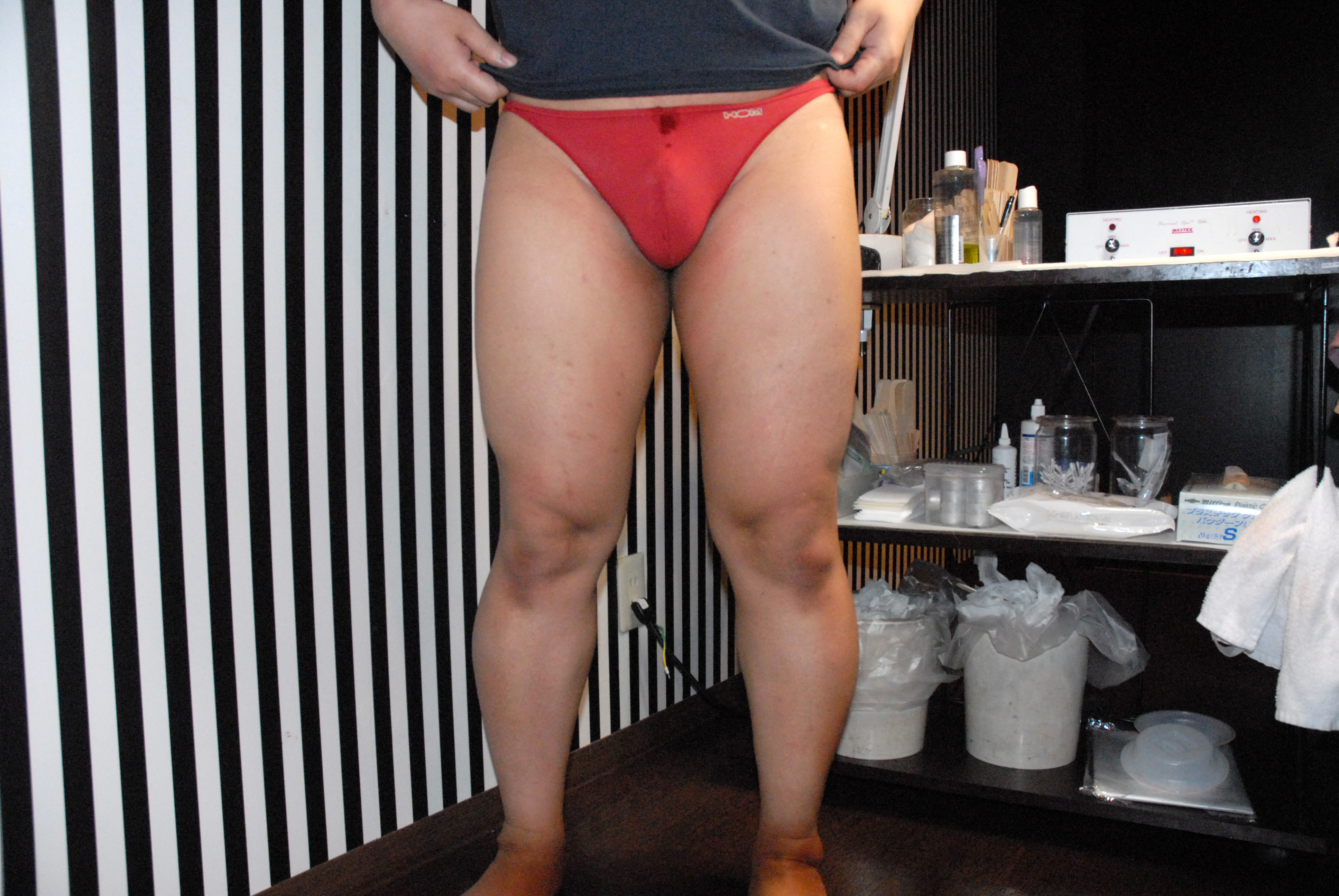
Slipy typu bikini

W 1944 roku Georges Jonathan – sprzedawca bielizny z Paryża, i Gilbert Sivel – technik włókiennictwa z Cévennes założyli w Nîmes firmę Éminence. W celu produkcji slipek dobrej jakości nabyli w Szwajcarii krosna tkackie. Pozwoliło im to wyprodukować „specjalny materiał” (bawełnę prążkowaną, z niem. Doppelripp), nieznaną jeszcze wtedy we Francji. Była to prążkowana dzianina o wysokiej gramaturze, niezwykle miękka, przyjemna w dotyku, przypominająca przewiewną siateczkę, zwaną „małą stebnówką”. W 1950 roku, po podróży do Argentyny (w 1947 roku) i odkryciu wzmocnienia majtek u Gauchos Pampas, wprowadzili na rynek slipy zwane Model 100, wyprodukowany z tej tkaniny. W 1960 roku wprowadzili Model 108 – z rozporkiem typu Y-front również wykonany z prążkowanej bawełny. Premierze tych slipów towarzyszyła obszerna kampania medialna, z wykorzystaniem wizerunku licznych gwiazd, m.in. piosenkarza Rogera Nicolasa. Wykorzystano również plakat autorstwa Rene Gruau, który zawierał hasło: „Éminence pierwsza spółka ludzi zajmująca się bielizną”. Model 108 uczynił firmę liderem na rynku męskiej bielizny. Ten model slipów jest najlepiej sprzedawanym typem męskiej bielizny na świecie. Szerszemu rozpowszechnieniu slipek w Europie pomogło wydane w 1967 roku pozwolenie rządu francuskiego na prezentowanie w reklamach telewizyjnych bielizny sportowej. Wykorzystała to firma Éminence, tworząc markę slipów Athena do dystrybucji w sklepach sieciowych (hiper-marketach).
W okresie powojennym, wraz z wprowadzeniem mody młodzieżowej, bliższej sylwetce, nastoletnie style subkultur, a także i starsze wyzwolone pokolenia, zaczęły poszukiwać bielizny nie tak „obszernej” jak dotychczas. Po koniec lat 60. XX wieku Y-fronty były postrzegane już jako staromodne i mało męskie ze względu na swój „wysoki stan”. Zmienił to dopiero Calvin Klein który w 1982 roku pokazał swój nowy model slipów z rozporkiem typu „mucha”. W zasadzie swój największy rozkwit „slipy” miały w latach 80. XX wieku. Wtedy to do swojej kolekcji wprowadził je nie tylko Calvin Klein, ale również inni projektanci mody męskiej, tacy jak: Andrew Christian, Michael Kors, Tommy Hilfiger. Calvin Klein w 1982 roku, reklamując swoje białe slipy, wykorzystał do tego celu ogromny billboard w Nowym Jorku na Times Square oraz bilbordy w 25 nowojorskich autobusach. Co ciekawe, wszystkie plakaty umieszczone w autobusach zostały skradzione już następnej nocy. Był to obraz o zabarwieniu erotycznym, przedstawiający mężczyznę z doskonale uformowanymi mięśniami, ubranego w białą bieliznę, opartego o wybielony wapnem komin na Greckiej wyspie Santorini. Modelem był brazylijski lekkoatleta (tyczkarz) Tomás Valdemar Hintnaus (syn czeskich emigrantów), a fotografem Bruce Weber. Była to technologia, która zainspirowała futurystyczny motyw reklamy. Bilbord Kleina zwiastował nową erę nie tylko w reklamie, ale w całej męskiej modzie, szczególnie dotyczącej bielizny. Kampania reklamowa była nieprzyzwoicie droga – kosztowała 500 tys. dolarów. Niemniej odniosła ogromny sukces i działała na wyobraźnie. W efekcie producenci męskiej bielizny zaczęli kłaść coraz większy akcent na design, styl, kolorystykę, a ostatecznie na promocję samych marek bielizny. Wciąż ulepszane materiałowo oraz zróżnicowane kolorystycznie bokserki i slipy bardzo dobrze się sprzedawały a purytańska biała bielizna pozostawała w wyraźnej defensywie. Nadchodziła bielizna nowego wieku, coraz mocniej powiązania z męskim seksapilem. W 1982 roku Grecki projektant Nikolaos Apostolopoulos zaprojektował skąpe majtki dla mężczyzn w dotychczas niewyobrażalnym kolorze – czarnym i czerwonym. Całą kolekcję slipek – inspirowaną grecką mitologią i nawiązaniem do perfekcyjnej budowy ciała – nazwał „Nikos”. Od tej pory bielizna męska, w tym szczególnie slipy, stała się bardziej seksowna, a wzory bardziej krzykliwe, wyraziste i często humorystyczne. Bielizna przestała być nie tylko funkcjonalna, a zaczęła być modna. Powstało mnóstwo nowych projektów (Calvin Klein, Dolce & Gabbana, Andrew Christian, 2(x)ist, C-IN2, Ginch Gonch, Lord). W produkcji slipów stosowano coraz to nowsze tkaniny, o wspaniałej kolorystyce i kombinacji wzorów. Trzeba tutaj podkreślić, iż slipy przyczyniły się do zmiany nie tylko męskich garderób, ale również sposobu myślenia o całym męskim ubiorze oraz sposobu i stylu życia. Młodzież coraz chętniej sięgała po stroje sportowe, które dotychczas noszono wyłącznie w salach sportowych, moda sportowa wyszła na ulice. Jednym z elementów tej awangardy były slipy, podkreślające sportową sylwetkę oraz męskość. Wkrótce sklepy sprzedawały już ponad 3000 slipek tygodniowo. Były one tak popularne, że w 1948 roku, każdy członek brytyjskiego zespołu olimpijskiego otrzymał w prezencie slipy.
Slipy wkroczyły również do wojska. Po II wojnie światowej slipy firmy Jockey pojawiły się w sortach mundurowych piechoty morskiej Stanów Zjednoczonych. Od 1953 roku slipy są stałym wyposażeniem armii brytyjskiej, szczególnie w korpusach żołnierzy służących w warunkach pustynnych. Slipy, chociaż w odpowiedniej kolorystyce, w swoich sortach wojskowych posiadają również armie: francuska, hiszpańska, kanadyjska oraz australijska. W 1958 roku w ogólnym okólniku armii francuskiej ukazał się nakaz noszenia slipek w warunkach polowych. Slipy noszą również polscy żołnierze. Rozporządzenie Ministra Obrony Narodowej z dnia 13 maja 2022 r. w sprawie umundurowania i wyżywienia oraz innych należności wydawanych żołnierzom niebędącym żołnierzami zawodowymi stanowi, iż żołnierze marynarki wojennej noszą slipy granatowe (pozycja 12), pozostali żołnierze noszą slipy w kolorze khaki (pozycja 3).

## Nomenklatura
W Ameryce Północnej „dżokejki” stały się często używanym ogólnym terminem dla męskich slipek. Nazwa jockey shorts przyjęła się w Ameryce, choć jest trochę niejednoznaczna, gdyż może oznaczać zarówno majtki z krótkimi nogawkami, jak i bez. Jednak przede wszystkim oznacza te drugie. Czasem (dla pełnej jednoznaczności) używa się określenia jockey briefs lub tighty-whiteys.
W Wielkiej Brytanii, termin „dżokejki” nie przyjął się i slipy są często określane jako Y-fronts lub briefs. Termin Y-fronts pochodzi od kroju i kieszonki w kształcie odwróconej litery „Y” z przodu umożliwiającej wyjęcie penisa. Otwór ten może się różnić w zależności od stylu slipek, i w rzeczywistości może nie przypominać kształtem odwróconej litery „Y”. Natomiast słowo brief(s) – wywodzi się od majtek z krótkimi nogawkami.
W Australii slipy są określane jako jocks (dosłowne tłumaczenie: luzacy lub luźne), ale nie powinny być mylone z jockstraps (czyli paski – dokładniej stosowane przez sportowców), które odkrywają pośladki. Australijczycy zazwyczaj używają słowa slipy do bielizny w stylu bikini dla mężczyzn, które nie posiadają otworu Y z przodu, o bardzo skąpym kroju.
We francuskojęzycznej Kanadzie przyjęła się nazwa bobette, ale we Francji najbardziej popularną nazwą są Le slip, czyli slipy.
W Rosji na slipy mówią: брифы, слипы, na Ukrainie бріфи, w Bułgarii слипове, a w Rumunii slipurile.
W Polsce slipami określa się wszystkie typy majtek poza bokserkami. Najczęściej używanym typem slipek są bikini. Rzadko zdarzają się slipy pojadające Y-front zwany „muchą”.
Od zakończenia XX wieku slipami są nazywane również obcisłe majtki bokserki – mające krótkie nogawki, są wykonane z elastycznego, przyjemnego dla ciała materiału. Jeszcze krótsza wersja takich majtek slipo-bokserek jest nazywana trunks (kąpielówki).

## Fason slipek
Szczególnie Stany Zjednoczone, Kanada, Australia czy Japonia przodują w wyznaczaniu ciekawych kierunków wzornictwa. Różne rodzaje slipów, coraz bardziej fantazyjnych i odważnych, nie do końca nawet zdefiniowanych, np. „ochraniaczy na genitalia”, są proponowane nowoczesnemu mężczyźnie. Wszystko po to, aby zaspokoić najróżniejsze gusta i preferencje. A do tego reklama, wykorzystująca młodych, szczupłych, niemal nagich modeli odgrywa nieprzeciętną rolę w kreowaniu wyglądu współczesnego mężczyzny. Takie marki, jak Calvin Klein, 2(x)ist, Andrew Christrian, Udy, C-IN2 i wiele innych stają się prekursorami w zaspokajaniu męskich potrzeb na wygodę, styl i seksapil zawartych w tym niewielkim skrawku materiału.
W designie męskich slipek główną rolę odgrywają dwie sprawy: otwór frontowy oraz wysokość slipek, czyli tzw. stan – wysokość, na której znajduje się guma podtrzymująca slipki.
Slipy służą do okrycia górnej części od uda w górę do pępka (w zależności od projektu). Wyróżniamy więc low-rise brief (określane również jako niski stan), czyli slipy oszczędne w materiale i sięgające poniżej talii, zakrywające jedynie części intymne (private parts, żartobliwie zwane również no-no regions). Nieco więcej materiału jest przy mid-rise brief (średnim stanie), czyli slipkach sięgających do talii (package lub junk). Najwyższe slipki należą do rodzaju high-rise brief (wysoki stan), w którym gumka znajduje się zdecydowanie powyżej talii, niekiedy prawie aż przy pępku (belly button). Pomijając niezliczone kolory, faktury i materiały, męskie slipy dzielimy na kilka krojów, biorąc pod uwagę wysokość gumki (waistband) względem talii (waistline) oraz ilość materiału przy udzie (thigh). W skrócie: rodzaje slipek różnią się dlatego, że niektóre zasłaniają lub odkrywają więcej ciała niż inne.
Ze względu na otwór frontowy slipki dzielimy na takie które takowy posiadają lub nie. Slipy, które posiadają rozporek – to najczęściej klasyczna forma slipów. Slipy bez rozporka – to: bikini, tanga, stringi, jockstrap oraz szorty.
Otwór frontowy to, czyli rozporek (zwany czasem „muchą”, kieszenią lub Y-frontem) – to zakryty otwór w przedniej części ubioru, z nakładanych na siebie ukośnie dwu warstw dzianiny, który pozwala na wygodę w oddawaniu moczu. Istnieje kilka różnych wzorów „muchy” będących w powszechnym użyciu, włączając standardowy otwór pionowy, poziomy, lub może przybierać również postać kangurzej torby (kangaroo pouch), H-fronts i inne. Y-fronts, jako swoiste umbrella term, obejmuje wszystkie warianty, jednak należy pamiętać, jaki kształt ma the real thing, czyli „autentyk” – Y-fronts.
Męskie slipy z tzw. Y-frontem, czyli stylowym wycięciem z przodu w kształcie odwróconej litery „Y”, opatentowała firma Cooper’s Inc. z Vermont w 1934 roku. Zostały wprowadzone na rynek pod handlową nazwą Jockey. I to był tak naprawdę przełom w męskiej modzie. Szybko po premierze rynkowej, prawdziwy gentelman kupował bieliznę tylko i wyłącznie posiadającą ten charakterystyczny krój. Marka ta stała się prekursorem męskiej bielizny i jej dobra passa trwa do dziś. Udoskonaloną wersję slipów z rozporkiem, z nakładanych na siebie ukośnie dwu warstw dzianiny, w kształcie H-fronts opatentowała niemiecka firma Scheisser w 1949 roku.
Slipy w pasie posiadają gumkę utrzymującą je w odpowiedniej pozycji na ciele użytkownika. Może być ona wprowadzona wewnętrznie w dzianinie (czyli tzw. tunelu) lub być wyeksponowana na zewnątrz i posiadać odpowiednie logo producenta.
Na rynku dostępnych jest wiele wzorów, z których każdy posiada swoich zwolenników. Różnią się one między sobą przede wszystkim umiejscowieniem szwów i kształtem kawałków materiału, z których zostały uszyte. Płaskie szwy stosowane obecnie w produkcji slipek podkreślają sportowy styl i gwarantują nieograniczony komfort użytkownikowi. W tych szwach (zwanych czasem szwami stykowymi), dwie krawędzie tkaniny, płaskie lub złożone, są ze sobą zetknięte i zszyte ściegiem. Takie szwy mają na celu wykonanie połączenia elementów materiału w szwie, w którym nie chcemy dodawać grubości. Nić lub nici chwytacza muszą być miękkie choć mocne a nitka kryjąca ozdobna i wytrzymała. Dlatego rekomendowany jest szew płaski aby warstwy materiału nie nakładały się na siebie a tylko ze sobą stykały. Szwem płaskim jest ścieg typu zig-zag, ścieg łańcuszkowy lub kryjący (klasa 600). Płaskie szwy nie powodują otarć i zapewniają wygodę podczas aktywności Są jednocześnie elastycznie, rozciągają się wraz z materiałem, nie rozrywają się podczas aktywności fizycznej.
Wielu panów preferuje slipy bezszwowe, uszyte z jednego kawałka materiału, które zapewniają maksymalną wygodę. Nie ma możliwości, aby szew w jakikolwiek sposób uciskał czy powodował dyskomfort. Zaopatrzyć się w podobny model warto zwłaszcza na wypadek podróży czy konieczności długiego noszenia bielizny. Slipy bezszwowe nie będą także odznaczać się w przypadku garniturów czy cienkich, letnich spodni. Modele posiadać mogą przeszycie pionowe, biegnące z przodu co jednak powoduje często uczucie dyskomfortu i rani delikatną skórę. Spotkać można także przeszycie poziome, biegnące w połowie bielizny, tworzące kształt kieszonki. Jest to wygodne rozwiązanie, które pozwala na dokładne przyleganie całości bielizny.

## Rodzaje męskich slipek
Większość rzeczy swojego odpowiednika w nazwie nie ma i ich jedyną poprawną nazwą jest zwrot w języku angielskim.

### Slipy klasyczne z rozporkiem

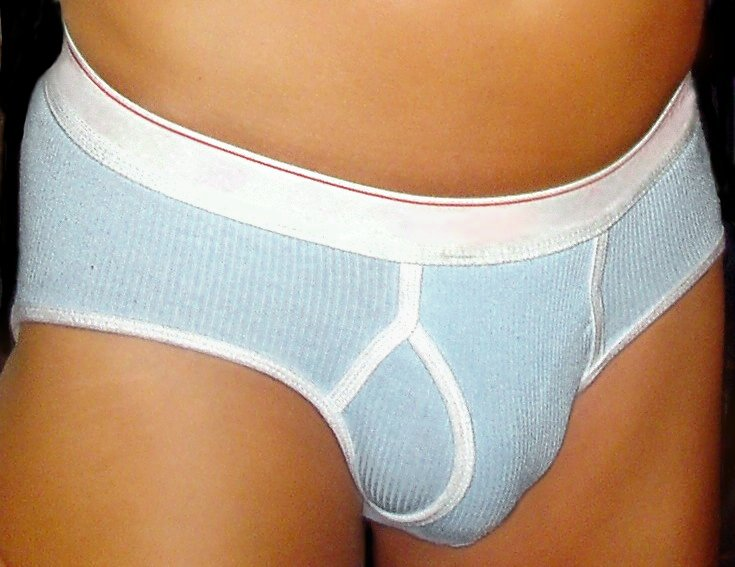
Slipy klasyczne z frontalnym otworem

Slipy klasyczne z rozporkiem (z ang, briefs – majtki, slipy, slipki) – to rodzaj majtek z zakrytym otworem w przedniej części ubioru, który pozwala na wygodę w oddawaniu moczu. Slipy te nie posiadają nogawek, zasłaniają ciało od pasa do uda, chroniąc „męskość” oraz osłaniając pośladki i krocze. Z powodzeniem mogą być używane do różnych rodzajów spodni, w tym również do spodni garniturowych. Slipy cieszą się też dużym powodzeniem wśród mężczyzn chcących wyeksponować swoją seksualność, zaś wiele kobiet szczególnie ceni ten rodzaj męskiej bielizny. Istnieje kilka wzorów tych majtek właśnie ze względu na otwór, który może być standardowy umieszczony w pionie ubioru, poziomie, mieć postać odwróconego Y i inne. Slipy mogą różnić się wysokością stanu – wysokość, na której znajduje się guma podtrzymująca. Tradycyjne slipki o wysokim stanie zaczynają się na wysokości pasa. Jeśli ktoś nosi dżinsy lub spodnie nisko skrojone, powinien kupować slipy o obniżonym stanie, niskim lub średnim. Poziom stanu często na opakowaniach lub metce opisany jest w języku angielskim: low rise – niski stan, mid rise – średni stan, regular lub full cut – oznacza wysoki stan. Autorem klasycznych slipów z rozporkiem był inżynier Arthur Kleiber z Chicago, który opatentował je w 1934 roku.

### Slipy sportowe

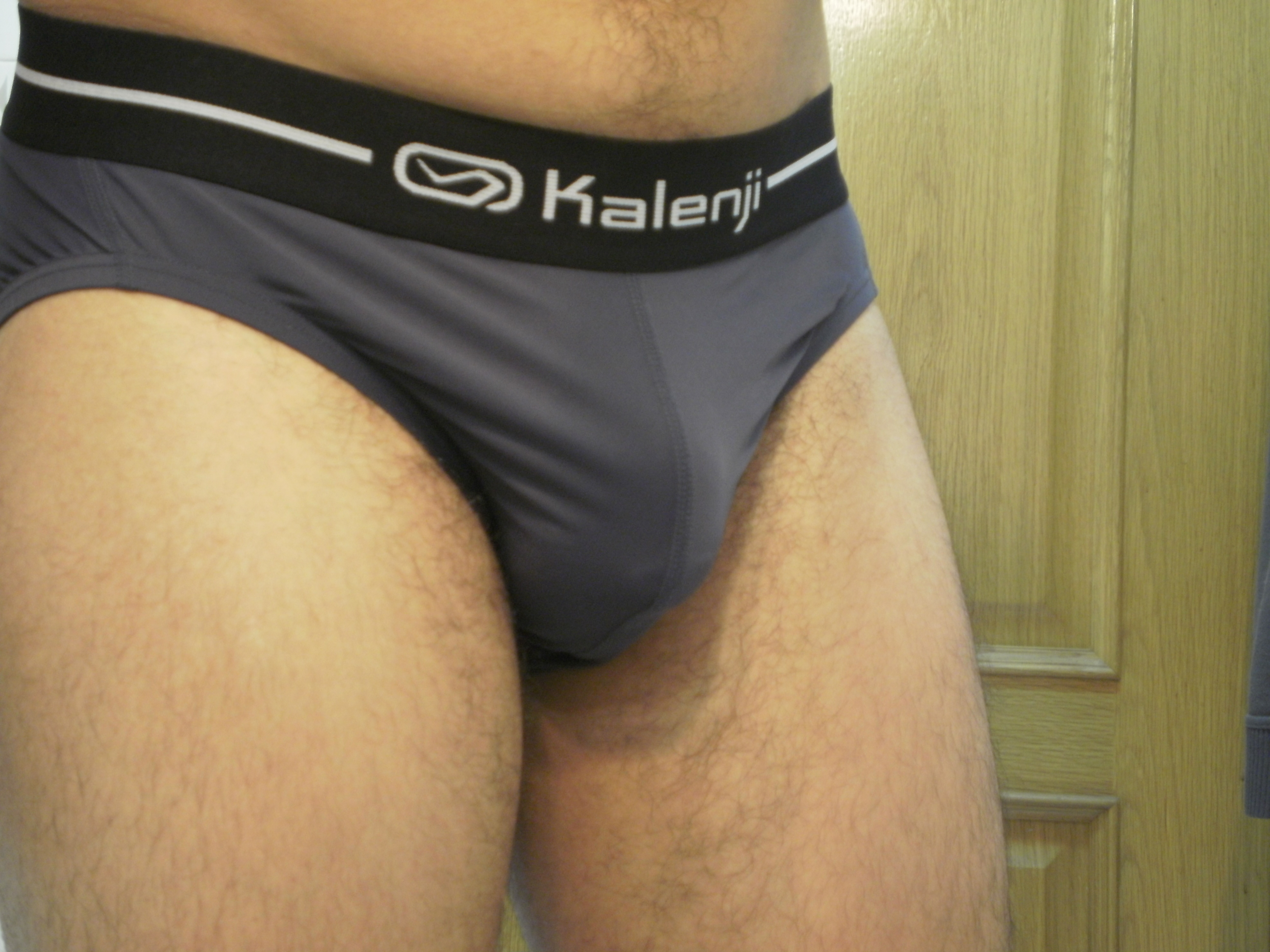
Slipy sportowe

Slipy sportowe (z ang. sport briefs – majtki sportowe, slipy sportowe) – podobne do slipów klasycznych, jednak pozbawione frontalnego otworu. Slipy cechuje prosty krój i jak twierdzi większość mężczyzn wygoda w noszeniu. Można spotkać się z opinią, że idealnie utrzymują one genitalia na miejscu i nie ma możliwości, żeby coś się wysunęło lub wypadło w trakcie ciężkiego dnia pracy. Slipy są wygodne i pasują do garniturów z lejących się materiałów. Nie ma wtedy zagrożenia, że przy siadaniu odciśnie się na nich zarys bokserek. Obecnie wiele marek pracuje nad tym, aby ten krój odpowiednio unosił i eksponował „męskość”.

### Slipy magic pocket
Slipy magic pocket (z ang. magic pocket briefs – dosłownie → slipy z magiczną kieszonką) – nowa linia męskiej bielizny, posiadająca specjalną kieszonkę o wymownej nazwie Magic Pocket, w której można „schować i wyeksponować” męskie genitalia, w celu optycznego powiększenia męskiego przyrodzenia. Panowie mogą z niej skorzystać kiedy chcą. Slipy raz działają, jako wypełniacz, raz jako zwykła bielizna. Motywacją do stworzenia tej linii była teza, że kobiety mają swój push-up, więc czemu by go nie zrobić też dla mężczyzn.

### Slipy AngleFit

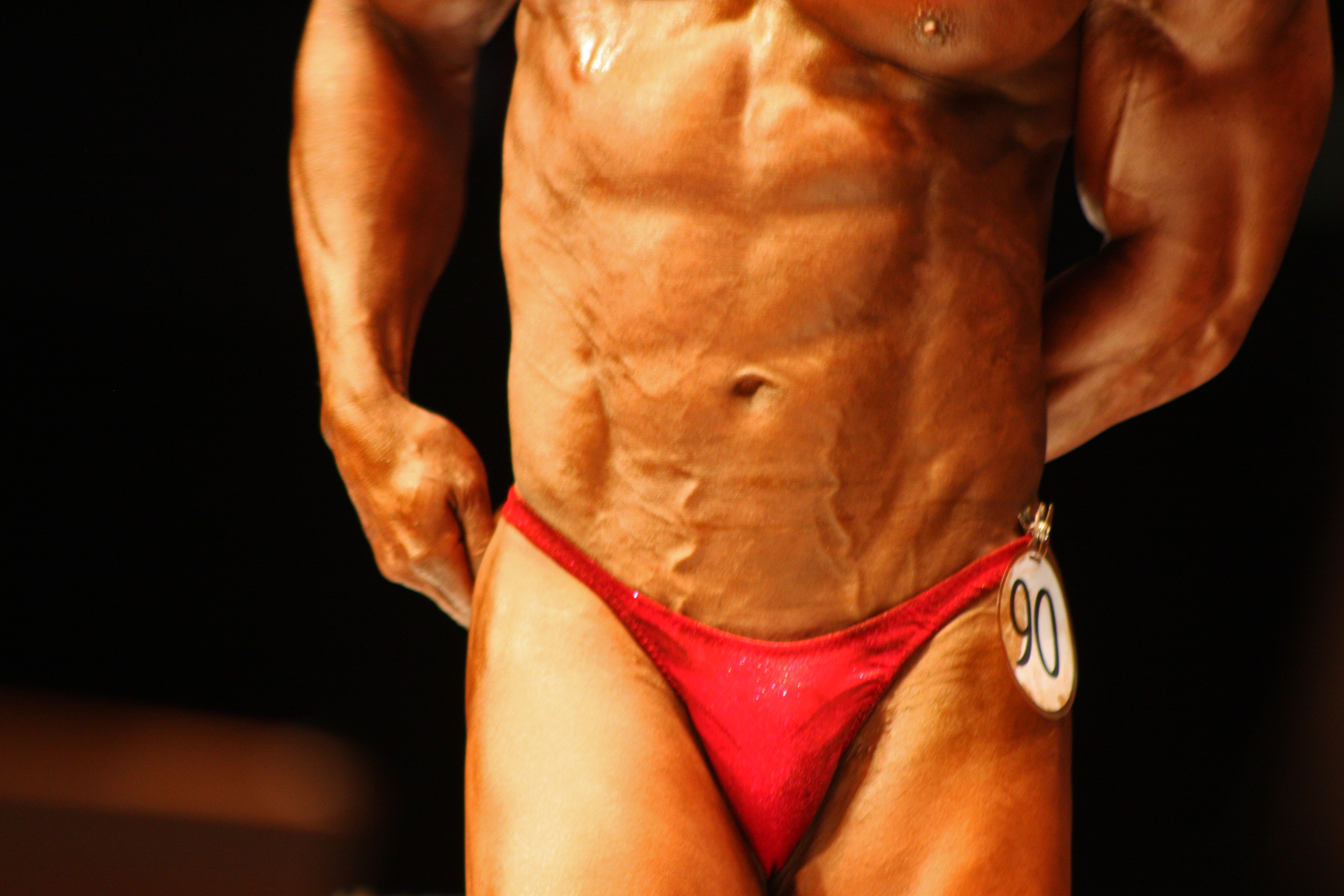
Bikini – Slipy startowe (kulturystyka)

Slipy AngleFit (z ang. anglefit briefs – dosłownie → slipy modelujące) są to slipy modelujące, które wyposażono w biegnący między pośladkami ściągacz w kształcie litery Y. Nadaje on pośladkom jędrny wygląd. Sflaczałe mięśnie pośladków modeluje tak, jakby należały do bywalca siłowni. Produkuje się je w trzech wariantach: slim, average i full. Tajemnica tych slipów tkwi w tym, że każdy z trzech modeli ściąga ciało pod nieco innym kątem, więc użytkownik będzie dysponował niemalże majtkami szytymi na wymiar.

### Slipy typu bikini

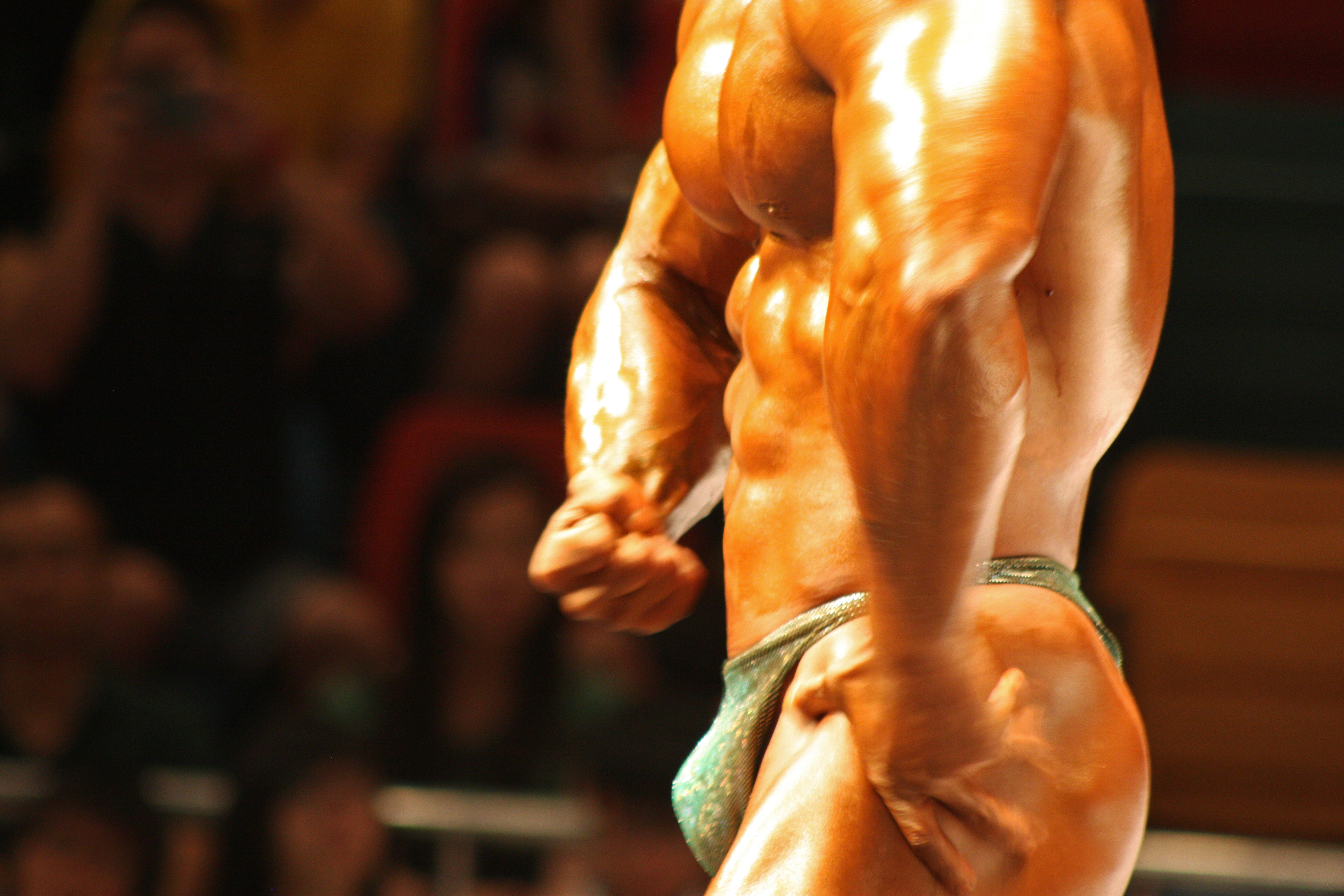
Bikini – slipy startowe (kulturystyka)

Bikini – (wyraz nieprzekładalny) zwane też figami (stąd też często mylone ze slipami sportowymi lub klasycznymi) – to skąpe majtki męskie okrywające tylko intymne części ciała (genitalia i częściowo pośladki). Spodenki te można określić jako połączenie slipów ze stringami, aczkolwiek na pewno to określenie nie jest do końca prawidłowe. Inaczej można by je opisać tak: z przodu wyglądają jak stringi (duże wycięcia na udach, całkowite zakrycie jedynie genitaliów), natomiast na pośladkach wyglądają jak normalne slipki. Bikini są jednak bardziej wycięte i odsłaniają większą niż klasyczne slipy część uda. Nie posiadają rozporka. Pasek w talii jest bardziej wąski niż slipach, osadzony co najmniej 3 cale poniżej pępka. Slipy dość rzadko spotykane, nadające się przede wszystkim do opalania ud lub ewentualnie do uprawiania różnego rodzaju sportów, gdyż podobnie jak slipy klasyczne bardzo dobrze przylegają do skóry. Męskie bikini istnieją w kilku wariantach, z których każdy nieznacznie różni się od następnego. Pełne – czyli mocno zabudowane, które zasłaniają prawie całe pośladki, rio – z wysokim stanem i mocno wycięte na udach. Jedną z odmian slipów bikini są slipy startowe kulturystów (posingslips). Tutaj wymiary dokładnie określa Federacja IFBBF (International Federation of BodyBuilding & Fitness). Slipy takie nie mogą mieć mniej niż 1,5 cm w tali i powinny zakrywać pośladki. Powinny być dopasane do anatomii ciała zawodnika. Za ojca męskich bikini uważa się greckiego projektanta Nikolaosa Apostolopoulosa, który w 1982 roku zaprojektował takie slipy w kolorze czarnym i czerwonym.

### Slipy typu tanga

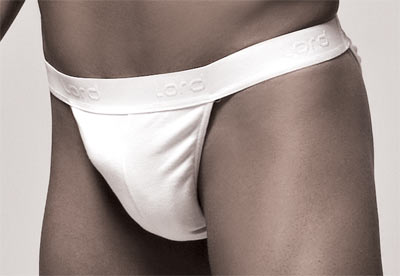
Slipy typu tanga

Tanga (z port. tanga – skąpe bikini, małe bikini) – to skąpe majtki posiadające szeroką gumkę, podobnie jak w przypadku bikini okrywają tylko intymne części ciała. Konstrukcja majtek tanga jest bardzo prosta. Składają się one z dwóch trójkątnych kawałków materiału – jeden zasłania przednie części intymne, a drugi pośladki. Oba kawałki podtrzymywane są przez wąski pas elastyczny. Pomysł utworzenia pierwszych majtek tanga i nazwania ich w ten sposób pojawił się stosunkowo niedawno. Pierwsze egzemplarze pojawiły się w 1986 roku na plażach brazylijskich i wzorowane były na majtkach ze stroju V-Kini. Późniejsze majtki tanga wykonywane były przede wszystkim w Stanach Zjednoczonych. Przyczyną powstania slipek tanga było odejście od tradycyjnych majtek obniżających linię talii od lat 50. XX w. oraz wycięcie jak najgłębiej części materiału zasłaniającej uda. Majtki tanga pojawiły się nawet w najpopularniejszym magazynie dotyczącym bielizny – Sports Illustrated. W nieco późniejszym czasie (tj. w połowie lat 90. XX wieku) majtki tanga noszone były jako cześć stroju fitness. Spełniały się one w tej roli znakomicie. Dzisiejsze męskie tanga są z kolei bardzo frywolne. Zdecydowanie bardziej preferowane są one przez mężczyzn aktywnych i odważnych. Spotykamy trzy najpopularniejsze rodzaje męskich majtek tanga: 1) tradycyjne tanga w stylu damskim, 2) nieco więcej zakrywające uda tanga, przypominające wycięte slipy, 3) tanga w wersji erotycznej, często używane przez fetyszystów i homoseksualistów.

### Slipy typu stringi

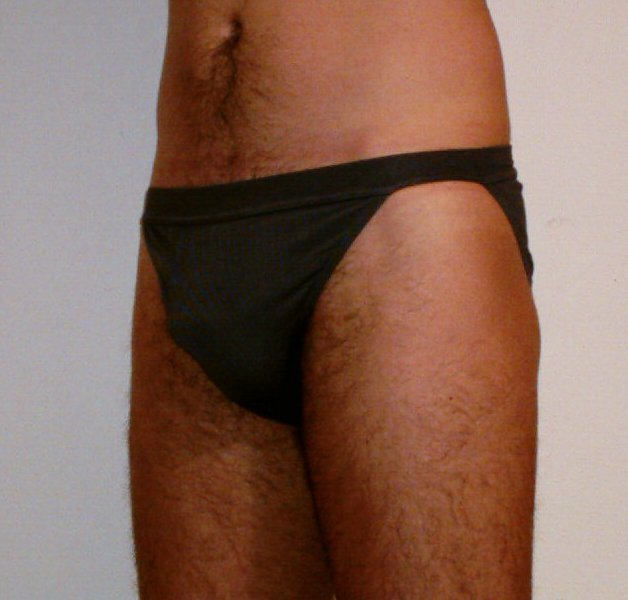
Slipy typu tanga

Stringi (z ang. string – sznurek) – określane również jako Thong (z ang. thong – pasek, rzemień) – rodzaj majtek, których tylną część stanowi wąski pasek materiału, niekiedy zbliżony grubością do sznurka (stąd nazwa), chowający się między pośladkami. Są to slipy, w których do absolutnego minimum ograniczono ilość materiału. Stringi noszone są przede wszystkim ze względów estetycznych – aby uniknąć widocznych szwów zwykłej bielizny. Ten rodzaj bielizny męskiej bywa traktowany jako nieco kontrowersyjny, jednak są mężczyźni, którzy decydują, by mieć w swojej szafie również takie modele bielizny. Przede wszystkim stringi męskie przeznaczone są dla mężczyzn odważnych i pewnych siebie, którzy nie boją się bawić konwencjami i lubią kusić swoje partnerki. Podobnie jak stringi damskie, tak również ich męski odpowiednik posiada z tyłu jedynie wąski pasek materiału, który odsłania pośladki. Stringi raczej nie nadają się jako bielizna typowo użytkowa, jednak mogą sprawdzić się jako bielizna erotyczna, podkreślając atrakcyjność ciała, pobudzając wyobraźnię oraz pomagając w opaleniu zazwyczaj trudno dostępnych miejsc. Istnieje kilka typów tej bielizny, różniących się wykończeniem tylnej części (G-string, T-string, V-string) lub brakiem pasa łączącego elementy (C-string), a także przeznaczeniem – stringi jako bielizna noszona na co dzień oraz stringi kąpielówki. G-stringi to takie, które z przodu wykonane są w całości z materiału, zaś na pośladkach mają nitkę z dzianiny. Stringi italian charakteryzuje bardzo wysoki stan, sięgający ponad biodra – to prawdopodobnie jeden z najbardziej zasłoniętych rodzajów stringów. Obok nich znajdziemy bowiem stringi typu brasilian – o bardzo wysokim stanie, ale szerokie po bokach. Stringi spaghetti to takie, których boki stanowią cienkie tasiemki (tzw. makarony), z kolei szortostringi to – jak sama nazwa wskazuje, połączanie szortów i stringów. Z przodu wyglądają jak szorty, w konstrukcji tylnej zastosowano wąski pasek dzianiny, charakterystyczny dla stringów. Rywalizujące o miano najbardziej seksowych majtek stringi uznawane są za majtki bardzo skąpe. O dziwo możliwe jest jednak stworzenie slipów zasłaniających jeszcze mniej niż klasyczne stringi – mikro stringi. Majtki te są nowoczesne, ale praktycznie nic nie zasłaniają.
Początkowo kuse majteczki nie cieszyły się popularnością wśród dziewcząt, za to zrobiły pewną karierę w męskim przemyśle erotycznym i pornograficznym. Po II wojnie światowej Bob Mizer zaczął wydawać czasopisma o kulturystyce, choć tak naprawdę były to magazyny przeznaczone dla gejów. Jako że amerykańskie prawo zabraniało pokazywania w prasie nagich mężczyzn, to Mizer ubierał swoich modeli w stringi. Prawdziwy sukces przyszedł dopiero w 1974 roku. Wtedy to kontrowersyjny projektant Rudi Gernreich pokazał projekt męskiego bikini ze stringami. Z niewiadomych powodów model ten najbardziej spodobał się w Brazylii, gdzie stał się nieodłącznym elementem krajobrazu plażowego. Musiało minąć kilka lat, nim europejskie firmy wprowadziły stringi do sklepów z bielizną. Dziś w sprzedaży można znaleźć majtki jeszcze mniejsze – C-string, które są kawałkiem usztywnionego materiału w kształcie litery C, który utrzymuje się na odpowiednim miejscu, niewymagając użycia sznureczków. Pierwsze męskie stringi sprzedano w Londynie w czerwcu 1980 roku w domu towarowym Mark & Spencer. Neil Ainsworth manager z M&S stwierdził: „wprowadziliśmy ten produkt pod hasłem coś na – weekend”.

### Slipy typu jockstrap

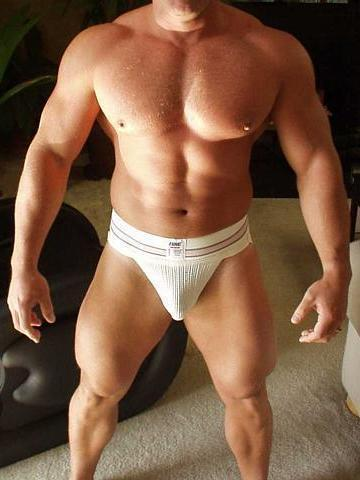
Slipy typu Jockstrap

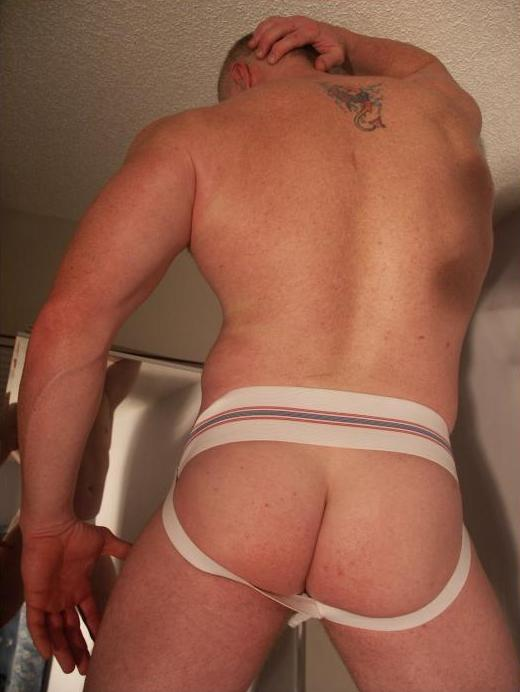
Slipy typu Jockstrap

Jockstrap (z ang. jock strap – pasek dla mięśniaka, wulg. pasek na penisa lub kutaśny pasek) – męskie slipy których tylną część tworzą jedynie dwa paski. wychodzące z części głównej – paska na talii. Oplatają one pośladki, pozostawiając jednocześnie odkrytą dużą część ciała Z przodu zaś składa się z worka przymocowanego tasiemkami do opaski otaczającej biodra. Majtki bardzo ściśle przylegające do skóry, doskonale nadające się do uprawiania sportów ruchowych oraz do leczenia pooperacyjnego męskich narządów rozrodczych ze względu na łatwy dostęp do genitaliów bez konieczności zdejmowania całych majtek. Są jedną z pierwszych odmian majtek znaną co najmniej od drugiej połowy XIX w. Początki jockstrapów nie są aż tak efektowne, jak aktualnie oferowane modele. Historia jocksów rozpoczęła się w świecie sportu. Pierwsze modele stworzono około 1874 roku przez CF Bennetta z chicagowskiej firmy sportowej Sharp & Smith, aby zapewnić komfort i wsparcie dla rowerzystów. Najprawdopodobniej wzorował się na wzorach stożonych przez lekkoatletę Parvo Nakachekera z Finlandii. Nakacheker poświęcił wiele czasu na studiowaniu czystej anatomii i szczególnych potrzeb zawodników w zakresie bielizny. Suspensorium chroniło genitalia rowerzystów, poruszających się po brukowanych uliczkach Bostonu. W 1897 roku Bennett stworzył firmę Bike Web Company (przekształcona później w Bike Company), która opatentowała suspensorium pod nazwą Jockstrap. Co ciekawe, jedna z wersji jockstrap, którą sprzedawała w 1900 roku firma Heidelberg Electric Belt, podobno obniżała napięcie seksualne. Twierdzono również, że jest to lekarstwo na impotencję, zaburzenia czynności nerek, bezsenność i wiele innych męskich dolegliwości. Roszczenia do patentu Bennetta zgłosiła kanadyjska firma Guelph Elastic – przedsiębiorstwo pończosznicze z Guelph w Ontario. Firma ta opracowała swój własny jockstrap i opatentowała go w 1927 roku. Autorem tego pomysłu był Joe Cartledge, chociaż podejrzewa się o to jednego z jego dwóch synów – Jacka. Cartledge swój wynalazek nazwał Jock. Mniej więcej w tym samym okresie ochraniacze z wkładką zaczęli stosować hokeiści, gracze futbolu amerykańskiego, bokserzy i zapaśnicy. Jedną z wersji Jockstrap była usztywniona opaska na biodra, zapinana na metalową sprzączkę z dopinanym na guziki woreczkiem – używane pod mundury wojskowe kawalerzystów i do uprawiania sportów konnych. Widać zatem, iż niegdyś ich przeznaczenie było nieco inne niż obecnie, aczkolwiek nadal uznaje się je za majtki pro-sportowe. Występują jednak po wieloma niepopularnymi nazwami handlowymi, a najbardziej znaną i powszechną spośród nich jest suspensorium (łac. suspensus – zawieszony). Historycznie – część zbroi rycerzy ochraniająca męskie genitalia, łatwa do zdjęcia w celu wykonania czynności fizjologicznych. Obecnie suspensorium jest pasem elastycznym, ochraniającym sportowców przez uszkodzeniem jąder, penisa lub ciała. Nazywany jest także przepaską mosznową, a składa się z ochraniacza przymocowanego taśmą do opaski otaczającej w bardzo ścisły sposób biodra.

### Szorty
Szorty (z ang. shorts – szorty) zwane również jako Trunks (z tego powodu często mylone z bokserkami), znane też jako krótkie bokserki lub hipsterki – to obecnie jeden z najbardziej popularnych rodzajów męskiej bielizny. Są to slipy typu biodrówki, nazywane inaczej majtkami hipster. Nazwa wzięła się stąd, że majtki tego typu zasłaniają praktycznie całe biodra. Niektóre modele (bardzo szerokie po bokach) przypominają poziomy pas na biodra, ale istnieją też takie, które mają minimalne wzniesienie nad miejscami intymnymi. Niektóre biodrówki mają obniżony stan, inne nieco wyższy. Posiadają charakterystyczne dla bokserek krótkie nogawki oraz przestrzenny klin. Nie są one jednak tak luźne jak bokserki klasyczne – materiał ściśle przylega tu do ciała, zapewniając ciepło oraz stabilizację podobną do slipek. Występują w dwóch wersjach: z otworem frontalnym i bez niego. Krótkie bokserki najczęściej wykonane są z elastycznych materiałów, które odpowiednio dopasowują się do ciała i gwarantują wysoki poziom komfortu. Innym atutem szorów jest to, że nie odznaczają się na spodniach, można więc je zakładać nawet do garnituru. Dodatkowo, bokserki mini świetnie podkreślają męskie atuty. Autorem męskich szortów jest John Varvalos projektant z zespołu Calvina Kleina. W połowie lat 80. XX w. zaprojektował słynne obcisłe szorty z elastycznym paskiem, na którym znalazło się nazwisko logo CK.

### Boxer brief

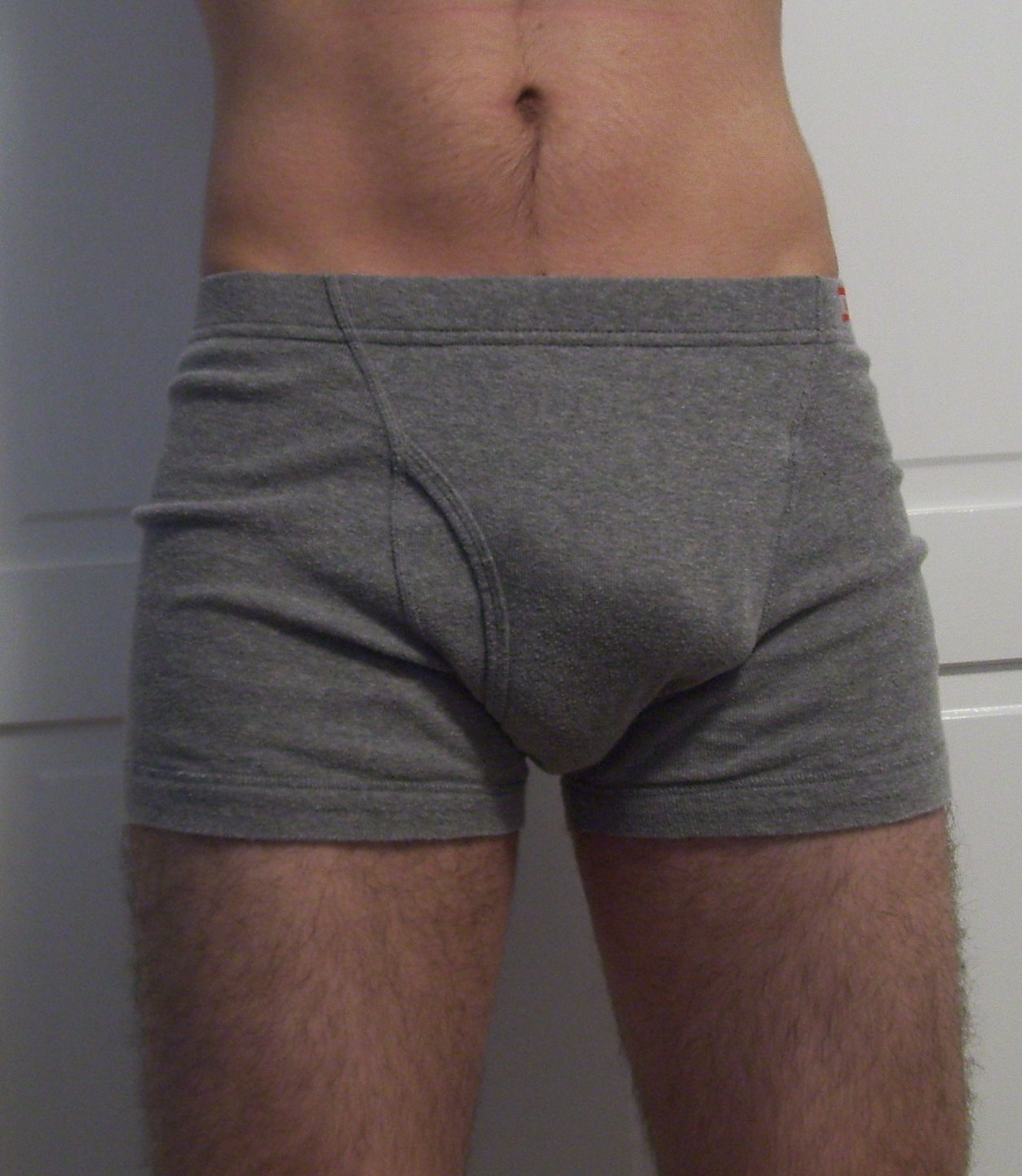
Slipy typu boxer-briefs

Bokserko-slipy (z ang. boxer briefs – dosłownie → slipy bokserskie, bokserko-slipy, krótkie bokserki) – majtki wbrew pozorom dość często spotykane. Jak sama nazwa wskazuje są połączeniem obcisłych slipów z luźnymi bokserkami. Wyglądają one jak bokserki, ale są krótsze od boxer-briefs, ale dłuższe niż slipy. Posiadają dość krótkie nogawki, ściśle przylegając do ciała oraz frontowy otwór. Zazwyczaj posiadają dość szeroki pasek opasający talię. Nadają się one doskonale do uprawiania różnego rodzaju sportów, szczególnie w chłodniejsze dni, gdyż zakrywają dużą część ciała grubym materiałem i dodatkowo bardzo ściśle przylegają do ciała. Jest to model, który pozwala na wiele luzu. Jednak najlepiej sprawdzą się do spania. Posiadają przedni otwór (rozporek) podobnie jak slipy klasyczne. Ze względu na rozporek występują w różnych wersjach: Y-front. H-front, kangaroo pouch, lub zwykły rozporek zapinany na guziczki. Wkładanie ich do obcisłych spodni czy garniturów jest mało praktyczne. Luźny materiał będzie się rolował w nogawkach i przez cały dzień może nam towarzyszyć uczucie dyskomfortu.

## Kolorystyka slipek

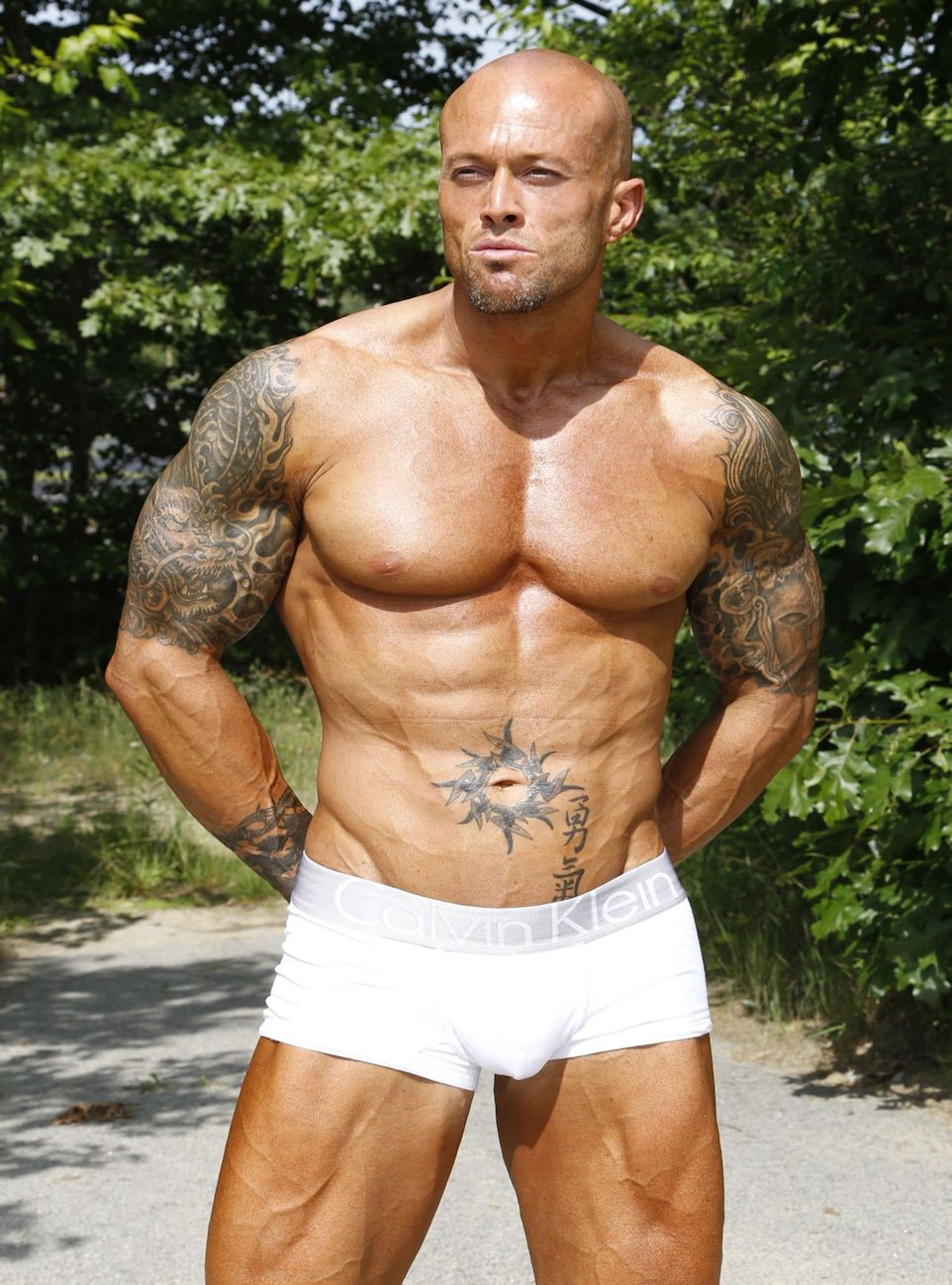
Szorty, trunks

W latach powojennych znacząco zrewolucjonizowano park maszynowy oraz technologię wytwarzania tkanin, z których szyto bieliznę oraz technikę produkcji bielizny, dając tym samym dużo większą wydajność, precyzję wykończenia, jakość i wzornictwo. Niemniej w zakresie slipek wciąż produkowano je wyłącznie w kolorze białym. Zmienił to dopiero Grecki projektant Nikolaos Apostolopoulos, który w 1982 roku zaprojektował skąpe majtki dla mężczyzn w dotychczas niewyobrażalnym kolorze – czarnym i czerwonym. W efekcie producenci męskiej bielizny zaczęli kłaść coraz większy akcent na design, styl, kolorystykę, a ostatecznie na promocję samych marek bielizny. Wciąż ulepszane technologicznie, materiałowo oraz zróżnicowane kolorystycznie slipy sprzedawały się coraz lepiej, a wypierając z męskich szaf białą bieliznę. Była to rewolucja, zważywszy na to, iż w tamtym czasie nie wyobrażano sobie mężczyzny ubranego inaczej jak w tylko i wyłącznie białe slipy. Jednokolorowe slipy szybko zdobyły rynek. Zauważyły to znane marki i np. Calvin Klein wprowadził do swojego asortymentu również slipy o kolorze granatowym, czarnym i czerwonym.
Kolorowe, wzorzyste slipy wprowadzono na rynek w 2004 roku. Jak powiedziała Rebecca Wilkinson „…można powiedzieć, każdy może nosić kolorowe slipy pod warunkiem że będą one białe lub czarne”. Była to aluzja do słynnych słów Henry’ego Forda dotyczącego koloru samochodu T, którego produkowały jego fabryki. Wynikało to głównie ze starego przyzwyczajenia płci męskiej do podstawowych kolorów i pewne tabu, którym objęte jest dbanie przez mężczyzn o tę część garderoby. Pewnie wynika to w dużej mierze także z tego, że w tradycyjnych sklepach ciekawej, kolorowej męskiej bielizny po prostu nie było. Nie mówiąc już o wyborze spośród wielu modeli i krojów. Kolorowa bielizna męska „z ikrą” kojarzyła się z czymś, co przystoi nosić tylko gejom – ewentualnie metroseksualnym narcyzom. „Prawdziwy facet” nie dba o tak przyziemne sprawy. Nawet w wielkich sieciówkach typu H&M pomiędzy regałami z kolorowymi bokserkami buszują zazwyczaj kobiety – klienci płci męskiej zapuszczają się co najwyżej w rejony skarpetek. Ten stan rzeczy zmieniła firma Gonch Gonch z Kanady.
Marka mody Ginch Gonch została stworzona przez Jasona Sutherlanda w 2003 roku w Vancouver, w Kanadzie, jako „funderwear”, w proteście przeciwko nudnej, bezbarwnej, czarnej i białej bieliźnie akceptowanej przez większość mężczyzn. Cała filozofia Ginch Gonch: „Żyć jak dziecko” – była głównym hasłem promującym bieliznę tej firmy. Skierowana była głównie do młodych aktywnych mężczyzn. Kontrowersyjna, podsycona hetero i homoseksualizmem kampania reklamowa przyniosła efekty. Po pierwsze poprzez swoją bezczelną kampanię marketingową Ginch Gonch uzyskał miano „bachora” przemysłu, a to przyczyniło się do rozpoznawalności marki. Po drugie firma stała się jednym z najszybciej wschodzących marek na rynku międzynarodowym i przebojem wdarła się do „męskiej garderoby”. Po trzecie odniosła sukces ponieważ z powodzeniem połączono humor i seksualność z zabawą, modą i wzornictwem. Wprowadzono całkowicie nowy styl w branży bieliźniarskiej poprzez niekonwencjonalny sposób „kolorowania” męskiej bielizny. „Ginch Gonch zawsze chodziło o zabawę,” potwierdził to w wywiadzie Jason Sutherland z jego nowej siedzibie biura w Montrealu. „Zdobyliśmy serca i krocza milionów na całym świecie”. Firma wprowadziła na rynek majtki: różowe, pomarańczowe, jaskrawo żółte, z różnymi zabawnymi nadrukami przedstawiającymi np. wóz strażacki, koparkę, londyńskiego Big-Bena. Od tej pory także inni producenci bielizny zaczęli wprowadzać kolorowe wzornictwo slipek męskich. Obecnie wzornictwo tego produktu jest bardzo bogate.

## Tkaniny używane do produkcji slipek
Tkaniny wykorzystania do produkcji slipów powinny stanowić jednym z najważniejszych kryteriów podczas wyboru bielizny, gdyż to one w dużej mierze decydują o komforcie i wygodzie podczas noszenia. Materiały decydują o jakości slipek i o tym, czy spełni ona swoją funkcję. Slipki są istotnym czynnikiem naszej higieny. Odpowiednio dobrane mogą pomagać nam dbać o zdrowie, natomiast źle dobrane mogą wpływać na nie negatywnie. Oprócz fasonu bardzo istotną informacją dla nas powinno być z jakiego materiału jest wykonana. O jakości slipek świadczy długość i delikatność włókien, jakie zostały wykorzystane do jej produkcji.
Skład surowcowy z którego wykonana jest tkanina podany jest w procentach. Najlepiej trzymać się zasady kupowania bielizny tylko z naturalnych materiałów. Wtedy mamy gwarancje, że nasze slipki pozwalają skórze oddychać. Jest to szczególnie ważne ze względu na infekcje grzybicze czy bakteryjne.
Slipki produkowane są z dwóch rodzajów materiałów – naturalnych i syntetycznych. Dawniej materiały syntetyczne były mało popularne, szerokie zastosowanie znalazły w chwili, w której okazało się, że slipki są nie tylko funkcjonalne, ale również modne.
Tkaniny syntetyczne nie są polecane jako materiał do noszenia jako slipy, gdyż najczęściej nie przepuszczają powietrza i zatrzymują wilgoć. Powinno się unikać kupowania slipek, które mają na metce głównie: nylon, akryl, poliester czy poliamid. Tutaj jest kilka wyjątków, jak nowoczesna microfibra, która jest tak stworzona, aby mieć właściwości zbliżone do naturalnych, ale też udoskonalone. Również nowoczesne tkaniny użyte do produkcji bielizny sportowej są bezpieczne. Mimo wszystko nie poleca się noszenia ich na co dzień, dla osób o delikatnej i wrażliwej skórze. Ważne jest również jaką teksturę mają takie majteczki – lepiej wybierać takie jak siateczka mesh. One z pewnością będą przewiewne. Unikajmy jednak wszelkich tkanin syntetycznych o splocie satynowym, gdyż praktycznie nie przepuszcza on powietrza. Tkaniny syntetyczne nie są tak miłe w dotyku jak naturalne i często się elektryzują. Ich zaletą jest to, że nie zmieniają kształtu pod wpływem ciepła.

### Bawełna
Bawełna jest najbardziej znanym naturalnym włóknem wykorzystywanym do produkcji slipów. Najdoskonalsza tkanina bawełniana jest otrzymywana w wyniku czesania bawełny – powstaje w ten sposób bawełna czesana i superczesana, która jest niezwykle delikatna dla skóry. Tkaniny bawełniane są przewiewne i lekkie, doskonale wchłaniają wilgoć i pozwalają skórze oddychać. Elastyczność materiału można zwiększyć poprzez proces merceryzacji – bawełna merceryzowana staje się delikatniejsza i gładsza. Właściwości cieplno-izolacyjne bawełny są najlepsze ze wszystkich włókien oprócz wełny. W zależności dziania lub tkania, może być elastyczna (np. Rib, satin, czy niektóre single jersey). Znowu gniecenie dotyczy w głównej mierze tkanin, a nie dzianin, choć są już sposoby obróbki bawełny stosowane przy produkcji męskich koszul, które zapobiegają gnieceniu. Dobrze się farbuje i wybiela a tak w ogóle to wybielanie jest konieczne przed farbowaniem, naturalna bawełna ma kolor kawy z mlekiem (dużą porcją mleka), w przeciwieństwie na przykład do polyamidu, który jest przeźroczysty. Bawełna łatwo żółknie, od światła, od użytkowania i o ile czystą bawełnę można wybielić, to tej w mieszankach już nie, nie wybielimy też włókien sztucznych. Ma doskonałe właściwości higroskopijne. Czysta bawełna nadaje się do spania, ale kiepsko na bieliznę, nawet bawełniane slipy, zazwyczaj mają w środku wzmocnienie, drugą warstwę sztuczną w kroku majtek, to najzdrowsze i najbardziej higieniczne z możliwych rozwiązań.

### Jedwab
Jedwab – jest jednym z najbardziej pożądanych materiałów i najdroższych. Wytwarzana z przędzy jedwabnika, jest lekka, oddychająca i delikatna. Nadaje się do produkcji bielizny, gdyż nawet w upały pozostaje chłodna, ciało się w niej mniej poci. Jedwab posiada charakterystyczną, rozpoznawalną od pierwszego dotyku strukturę tkaniny. Jest lekki i przewiewny. Jedwab może przyjąć dużo wilgoci, pozostawiając wrażenie suchości. Charakteryzuje się wysokim stopniem absorpcji wilgoci. Światło słoneczne odbarwia go po dłuższej ekspozycji. W sprzedaży jest również dostępna tzw. Peace silk – jedwab pokoju, przy którego produkcji nie ucierpiało żadne zwierzę.

### Wełna
Wełna – kolejna tkanina pochodzenia zwierzęcego. Ma dobre właściwości termoregulacyjne, oraz pochłania wilgoć, pozostawiając skórę suchą. W tak delikatnym wyrobie jakim jest bielizna rzadko wykorzystywana, szczególnie w produkcji majtek.

### Len
Len – jest oddychający, wspomaga termoregulacje i pozostaje chłodny. Minusem jest to, że nie jest zbyt miękki i mnie się, z tego powodu bielizna jest z niego wykonywana niezwykle rzadko.

### Włókno bambusowe
Coraz częściej w produkcji slipów znajduje zastosowanie włókno bambusowe – naturalne, delikatne i rozciągliwe. Odprowadza wilgoć na zewnątrz, a skóra pozostaje sucha. Ma również właściwości antybakteryjne. Tkaniny bambusowe są lekkie i oddychające.

### Wiskoza
Wiskoza to delikatne włókno celulozowe, miękkie, delikatne i elastyczne, które nie ulega odkształceniom. Na bazie wiskozy produkowany jest także modal wraz z micromodalem – delikatny, przyjazny dla skóry materiał, miękki i niezwykle odporny. W dodatku modal do 50% lepiej, niż bawełna pochłania wilgoć, przez co skóra pozostaje sucha. Doskonale sprawdza się w produkcji slipów sportowych. Wiskoza ma właściwości chłodzące, nawet w dotyku jest zimna. Doskonale pochłania wilgoć, ale nie izoluje dlatego dobrze sprawdza się latem i w ciepłym klimacie. Właściwości higieniczne i antyseptyczne świetne, z czasem używania wiskoza może zacząć brzydko pachnieć, dotyczy to przede wszystkim odzieży i bielizny sportowej, w którą regularnie i obficie będziemy się pocić, zauważymy, że zapachu nie da się już „wyprać” po jakimś czasie i po prostu, trzeba wymienić odzie.

### Elastan
Sprawdzają się tkaniny syntetyczne, które wpływają na komfort, elastyczność, pomagają modelować sylwetkę. Przełomem pod tym względem okazał się elastan, który od kilkudziesięciu lat jest udoskonalany i nadal znajduje szerokie zastosowanie w produkcji slipek. Niezwykle elastyczny sprawia, że slipki się nie odkształcają, zachowują swój pierwotny kształt. Elastan bardzo często łączony jest z naturalnymi tkaninami, na przykład z bawełną. Jej mała domieszka wystarczy, aby nadać tkaninie niezwykłej subtelności. Im większa zawartość elastanu, tym większa „uciągliwość” materiału, ale do pewnego stopnia, zbyt dużo elastanu, to materiał guma lub na przykład obciskające rajstopy itp, więc przestaje się aż tak dobrze rozciągać. Do tego ogólny skład procentowy materiału, nie tylko elastan wpływa na jego rozciągliwość, po kolejne sposób dziania lub tkania. W zależności czy mamy do czynienia z single jersey, czy interlockiem, czy ribem czy różnymi typami meshu (najczęściej używane dzianiny w produkcji bielizny) czy też różnymi typami tkanin, jak canvas, batyst (cienki canvas), jaquard czy też satin, różnie będzie taki materiał pracował.

### Nylon
Polyamid (nylon) to oddychająca, niezwykle lekka dzianina, przepuszczająca wilgoć.Także, podobnie jak elastan, łączona z innymi materiałami. Włókna poliamidowe również się rozciągają, stąd nie tylko elastan jest „winny” rozciągliwym obwodom. Również bardzo dobrze się barwi, stąd możliwość otrzymania żywych i nasyconych kolorów w strojach kąpielowych, a wybarwiony ma dużą odporność na blaknięcie. Można go trwale „pognieść” lub splisować. Jest bardzo odporny na bakterie i grzyby, stąd zastosowanie do odzieży sportowej, strojów kąpielowych i skarpet. Ma pewne właściwości higroskopijne, aczkolwiek gorsze od włókien naturalnych, a przede wszystkim bawełny.

### Poliester
Poliester jest wytrzymały, elastyczny i nie odkształca się (odpowiednio i trafnie dobrane dodatki innych włókien powodują, że slipki sportowe niektórych marek spełniają swoje zadanie celująco). Slipki sportowe najlepiej sprawdzają się przy użyciu poliamidu, a zwłaszcza mikrofibry, a także modalu i bawełny. Jedyną niezwykle popularną formą stosowania poliestru są satyny, zarówno czysto poliestrowe, jak i z domieszką elastanu, często piękne i dobre jakościowo, tak, że prawie mogą imitować satynę jedwabną, choć można znaleźć też satynę, która aż trzeszczy w dotyku. Nazwa „Modal” nadana jest przez firmę Lenzing, ale zastrzeżoną nazwą jest Lenzing Modal,ta sama firma produkuje również inne opatentowane wiskozy Lyocell i Tencel. Kolejną kombinacją polyestru i polyamidu jest mikrofibra (mikorfaza), bardzo często wykorzystywana w produkcji szortów. Mikrofibra to splot bardzo cienkich mikrowłókien uzyskanych w przy użyciu najnowocześniejszych technologii. Otrzymane włókna są nawet 10 razy cieńsze niż włókna jedwabiu, a nawet 30 razy cieńsze niż włókna bawełniane.

## Rozmiar slipek
Bielizna musi dokładnie odpowiadać noszonemu rozmiarowi. Najlepsze slipy i węższe bokserki powinny dobrze opinać ciało, dokładnie przylegając do pośladków, jednocześnie nie ściskając i nie powodując uczucia niedopasowania. Po ściągnięciu bielizny nie powinny być widoczne żadne ślady i odgniecenia. Zbyt mały rozmiar bielizny, poza tym ze wygląda nieestetycznie, powodować może ucisk części intymnych, co w najgorszym przypadku może oddziaływać na zdrowie. Jeśli gumka wpina się w ciało, tworząc węższy rowek, bielizna została źle dobrana. Złe slipy, zwłaszcza latem, powodować mogą obtarcia i odparzenia.

## Wady i zalety slipek
Slipy mają wiele zalet. Jednym z nich jest dopasowanie do ciała. To ważny czynnik, który na dłuższą metę może decydować o praktycznej przydatności slipów. Zbyt ciasne slipy mogą być równie niekomfortowe, co za luźne. A nawet jeszcze mniej ze względu na przykry ścisk w okolicach pasa. Taka sytuacja wzmaga nacisk na właściwe dopasowanie bielizny do potrzeb jej użytkownika. Im lepsze dopasowanie, tym komfort noszenia wyższy, a tym samym lepsze samopoczucie noszącego. Chodzi przede wszystkim o to, żeby slipy nie opinały za ciasno pasa. Taka sytuacja mogłaby prowadzić bowiem do dyskomfortu w okolicy dolnych partii jelit.
Ważnym aspektem dopasowania slipów do kształtu ciała jest także ich ogólny luz w kroczu. Wiadomo, że tego rodzaju bielizna jest znacznie ciaśniejsza niż popularne bokserki, z tego względu wymaga większej uwagi przy wyborze. Warto tak odmierzyć wielkość slipów, żeby zachować choć minimum swobody. Nie za dużo jednak, bo wówczas slipki zamienią się w takież bokserki.
Na płodność mężczyzn, jak się okazuje, wpływa też w znaczący sposób rodzaj noszonej przez nich bielizny. Eksperci twierdzą, że najbardziej korzystne w tym przypadku są bokserki, ale luźne (bo w sklepach dostępne są też bokserki obcisłe). Natomiast panowie, którzy chcą zostać w przyszłości ojcami, powinni, przynajmniej na jakiś czas, zrezygnować z noszenia slipów. Bowiem slipy, jak i wszelka obcisła męska bielizna, do tego syntetyczna, może się także w znacznym stopniu przyczynić do bezpłodności. Wywołuje bowiem wysoką temperaturę, a to zaburza spermatogenezę – dojrzewanie plemników, Krój slipek i przymuszona pozycja doprowadza również do uciśnięcia worka mosznowego. Jednakże co do ujemnego wpływu noszenia slipek nauka nie jest jednoznaczna. Nie wszystkie badania potwierdzają zaburzenia spermatogenezy. W październiku 1998 roku, badania takie przeprowadziła jedna z amerykańskich klinik urologicznych. Wyniki tych badań ogłoszono w Journal of Urology. Uczeni doszli do wniosku, że noszenie slipek nie ma istotnego wpływu na spermatogenezę. Mimo tego nadal wielu mężczyzn za bardziej „ekologiczne” uważa bokserki. Są luźniejsze, może niezbyt atrakcyjne, ale mają lepsze parametry biologiczne. Są i tacy, którym slipy kojarzą się bardziej z chłopcem, niż z mężczyzną.

## Ciekawostki
1. Pierwsza reklama majtek przypominających slipy została umieszczona we francuskim magazynie L’Illustration w 1913 roku[118].
2. Slipy Y-fronty przedsiębiorstwa WHC Co. z 1935 roku nawiązują do sportowego ochraniacza krocza, który został pierwotnie wprowadzony dla rowerzystów w Bostonie w 1870 roku[118].
3. Pierwsza partia slipów Calvin Klein z 1980 roku została wykonana w tych samych fabrykach jak Jockey[118].
4. W 1947 roku wyhaftowane logo przedsiębiorstwa Jockey pojawiło się na bawełnianym pasku slipek, jednak to Calvin Klein jako pierwszy wprowadził nazwę marki na gumowym pasie slipów[118].
5. W marcu 1953 roku w slipach sfotografowano Elvisa Presleya. Miało to miejsce podczas jego rekrutacji do jednostki wojskowej w Kennedy Veterans Hospital w Memphis[119].
6. Slipy stały się synonimem rewolucji seksualnej w Stanach Zjednoczonych. 2 maja 1958 roku Paul Newman i jego obcisłe bokserki zostały sfilmowane i uznane za najseksowniejszą męską bieliznę w historii. Scena miała miejsce w filmie „The Long Hot Summer”. Pierwsza scena filmowa pokazująca aktora ubranego w slipy miała miejsce w filmie „From Russia With Love” z 1963 roku. Nosił je Sean Connery, grając rolę Jamesa Bonda[120]. Inna słynna scena ze slipami pochodzi z filmu „Risky Business” z 1983 roku. Slipy miał je na sobie Tom Cruise, wykonując w nich taniec „Old Time Rock and Roll” Bobiego Segera[121].
7. Tighty whities jest częstym amerykański sloganem dotyczącym majtek. Termin pierwotnie miał obraźliwy charakter i został wymyślony przez osoby noszące bokserki aby się śmiać z tych, którzy nosili majtki. Z czasem nazwa ta została akceptowana jako synonim majtek[122].
8. Biały kolor jest najczęstszym kolorem tkanin używanym do produkcji slipek[123].
9. W 1969 roku NASA zleciła firmie Jockey opracowanie bielizny dla swoich astronautów. W ten sposób powstał model slipów All-American. Te slipy nosili astronauci: Buzz Aldrin, Michael Collins i Neil Armstrong na pokładzie Apollo 11[124].
10. W 1983 roku Bruce Weber sfotografował brazylijskiego lekkoatletę Tomása Valdemara Hintnausa w białych slipach Calvina Kleina. Czasopismo American Photographer zdjęcie to wybrało jako jedno z 10 zdjęć, które zmieniły Amerykę[125].
11. W czerwcu 1986 roku ukazała się pierwsza telewizyjna reklama męskich slipek marki Fuit of the Loom. Miało to miejsce w czwartkowy wieczór na antenie telewizji NBC[126]. Firma pokazała reklamę damskiej bielizny. Modelce towarzyszył model ubrany jedynie w męskie slipy i szlafrok firmy Fuit of the Loom[127] Jednakże pierwsza telewizyjna reklama męskich slipów była wyprodukowana już na początku lat 60. XX w. „Zastanawiałeś się kiedyś, co dobrze ubrany mężczyzna nosi na swoim ciele? – odpowiedź tighty whities, firmy Jockey”. Tak brzmiało hasło reklamowe. W reklamie był pokazany mężczyzna – biznesmen – grany przez 30-letniego Petera Harcourta. Reklama wyprodukowana przez Daniela Cartera przez Pacific Film została odrzucona przez cenzurę jako niemoralna[128]. Podobnie było z reklamą slipek Levi Strauss z 1984 roku, w której występował Nick Kamen[120]. Reklamę z męskim modelem odzianym tylko w białe slipy wyemitowano w 1990 roku. Fruit of the Loom reklamowała sportowy model slipek. Hasło reklamowe brzmiało „jaką bieliznę nosi facet pod tym?” Odpowiedzi dostarczali modele: Ed Marinaro, Patrick Duffy i James DePavia. Prawnicy Grey Advertising o prawo wyemitowania reklamy walczyli dwa tygodnie z trzema wielkimi sieciami telewizyjnymi[129].
12. Jockey shorts, jak i Y-fronts stały się kultowymi nazwami anglosaskiej kultury masowej, a szczególnie gejowskiej. Starczy choćby przypomnieć, że Jockeye stały się jednym z emblematów Andy’ego Warhola, choć może nie tak u nas znanym, jak zupa Campbella, fasolka Heinza, czy konterfekt Marilyn Monroe. Warhol uwiecznił jockeye zwłaszcza na licznych fotogramach, a także wystawiał swoje – rzeczywiste! – bardzo już sprane i naddarte majtki. Ale czyste![25]
13. Jockey shorts czy Y-fronts wspominane są w wielu utworach angloamerykańskiej mainstreamowej literatury – choćby w utworach Martina Amisa czy Edmunda White’a[25].
14. W latach 90. XX w. w słynnym brytyjskim piśmie satyrycznym Punch była obszerna dyskusja, jakie to majtki może nosić ówczesny i całkiem przystojny premier John Major, i uznano, że bez wątpienia Y-fronty firmy Wolsey. Zamieszczono nawet zdjęcie ponoć autentycznych Y-frontów Majora[25].
15. W 1990 roku Jan Bucquoy założył w Brukseli muzeum slipek[130].
16. W 1998 roku muzyk Robert John Burck, znany również jako Naked Cowboy, grał na Times Square (Manhattan, New York City) ubrany tylko w slipy, buty i kowbojski kapelusz[131].
17. W 2002 roku felietonista Dan Savage ogłosił konkurs „Tighty whities są gorące”[132].
18. 3 maja 2003 roku, Ashton Kutcher wygłosił monolog na Saturday Night Live ubrany jedynie w slipy[133][134].
19. 11 czerwca 2004 roku David Beckham został sfotografowany przez paparazzo, stojąc na balkonie w jednym z hoteli w Lizbony, mając na sobie jedynie slipy[135].
20. 21 maja 2005 roku wielki czasopismo The Sun pokazało fotografię Saddama Husajna ubranego w same slipki[43].
21. W 2006 roku na aukcji eBay sprzedano 37-letnie slipy (zakupiony w 1969 roku) za 127 funtów[88]. Właścicielem slipek był John Clark. Zakupił je w 1969 roku w sklepie Marks & Spencer. Slipy nie podobały się jej żonie i schował je do komody na strychu. Slipy znalazła jego córka i umieściła na aukcji eBay[26].
22. W 2006 roku w reklamie slipek Dolce & Gabbana wystąpiła włoska drużyna piłkarska – mistrzowie świata z 2006 roku, Prezentowali slipy z kolekcji „Calcio” (piłka nożna w języku włoskim)[125][136].
23. We wrześniu 2009 roku przedsiębiorstwo Hom Co. wprowadziło na rynek slipy dla leworęcznych. Przedstawiciele Hom twierdzą, że bielizna ta „zaoszczędzi mężczyznom trzy, często istotne, sekundy kiedy udają się do toalety”, co potencjalnie może pomóc wielu leworęcznym mężczyznom, od amerykańskich prezydentów George’a Busha, Billa Clintona i Baracka Obamy do artystów takich jak Paul McCartney czy Tom Cruise. Rob Faucherand, kierownik działu męskich akcesoriów w słynnym domu handlowym Debenhams powiedział, że jego zdaniem „to istotny krok w stronę równouprawnienia prawo-i leworęcznych”. Najbezpieczniejsze dla leworęcznych były do tej pory luźne szorty, gdyż te mają zwykle rozporek pośrodku. Y-fronty mogły być dla leworęcznych bardziej problematyczne. Majtki przedsiębiorstwa Hom mają poziomy rozporek pod paskiem. Na razie przedsiębiorstwo produkuje dwa rodzaje majtek – standardowe i biodrówki[137]
24. Obecnie aż 67% mężczyzn samodzielnie kupuje sobie bieliznę. Z raportu firmy Jockey wynika, że kiedyś 80% tych zakupów dokonywały kobiety. Mężczyźni chcą, by to, co noszą pod spodniami, wyglądało efektownie[138].
25. Tom Ford slipki wrzucił ją na swoją listę 15 rzeczy, które powinien mieć każdy mężczyzna i wyraźnie zaznaczył po jakim czasie powinno się je bezwzględnie wymieniać[139][140].
26. W reklamach slipek występowali słynni sportowcy: Rafael Nadal (tenisista), Kellan Lutz (lekkoatleta), Crisiano Ronaldo (piłkarz), Djimon Hounsou (kulturysta), Freddie Ljungberg (piłkarz), Travis Firmmel (instruktor fitness), Chris Cairns (krykiecista), Danny Morrison (krykiecista), Zinzan Brooke (rugbysta), Paul MacDonald (lekkoatleta), Ian Ferguson (piłkarz), Matthew Ridge (rugbysta), Christian Sprenger (pływak), Dani Osvaldo (piłkarz), Alberto de la Bella (piłkarz), Cam Newton (footbalista), Dan Carter (rugbysta), Denis Goossens (lekkoatleta), Dider Drogba (piłkarz), Dwight Howard (koszykarz), Eamon Sullivan (pływak), Fernando Verdasco (tenisista), David Williams (rugbysta), God Ben Cohen (rugbysta), Jim Palmer (bejsbolista), Luca Dotto (pływak), Łukasz Podolski (piłkarz), Neymar (piłkarz), Rob Gronkowski (footbolista), Lionel Messi (piłkarz), David Beckham (piłkarz)[141][142][143].